# Schloss Montsoreau
Das Schloss Montsoreau ist ein Schloss im Renaissancestil im Loiretal, welches direkt am Ufer der Loire im Département Maine-et-Loire in der Region Pays de la Loire in Frankreich steht. Es befindet sich im Dorf Montsoreau in der Nähe von Saumur, Chinon, Fontevraud-l’Abbaye und Candes-Saint-Martin. Das Schloss ist das einzige der Loire-Schlösser, das im Flussbett der Loire errichtet wurde.
Das Management liegt in den Händen eines privaten Unternehmens. 2015 unterzeichneten der französische Kunstsammler Philippe Méaille und der Präsident der französischen Abteilung von Maine-et-Loire einen Pachtvertrag für 25 Jahre zur Immobilie des Schlosses Montsoreau. Philippe Méaille installierte seine außergewöhnliche Sammlung radikaler Konzeptualisten Art & Language und eröffnete 2016 das Schloss Montsoreau – Museum für zeitgenössische Kunst.
Erbaut wurde das Gebäude um die Mitte des 15. Jahrhunderts von Jean II. de Chambes, einem Vertrauten und Diplomaten Karls VII., anstelle eines älteren Bauwerkes. Das strategisch wichtige Schloss sicherte einst die Straße von Chinon nach Saumur.
Nach der Französischen Revolution wurde das Schloss unter mehreren Besitzern aufgeteilt. Die Räume wurden zum Schluss nur noch als Wohnungen und Lagerräume genutzt, und schließlich verfiel das Gebäude. Dass die Ruine weiterhin populär blieb, ist nicht zuletzt dem Roman Die Dame von Monsoreau zu verdanken. Nachdem das Département das Schloss erworben hatte, wurde es restauriert. 2001 wurde das Schloss nach umfassenden Restaurierungsarbeiten unter dem Motto Les imaginaires de Loire wiedereröffnet.
Die ursprünglich an die Schlossmauern brandende Loire floss durch künstlich angelegte Gräben rund um den Schlosshof. Das passt zu dem burgähnlichen Eindruck, den das im ausgehenden Mittelalter entstandene Bauwerk von außen vermittelt. Auf der Hofseite jedoch prunkt speziell der östliche Treppenturm in reinstem Renaissancedekor. Auch die aufwändig gestaltete Dachzone des Hauptflügels überspielt den wehrhaften Charakter. Die Säle im Inneren haben noch ihre ursprünglichen Balkendecken und Kamine.
Vom Wehrgang des Schlosses hat man einen Blick auf die Loire und über die Dächer des Marktfleckens Montsoreau. Außerdem ist der ausgetrocknete, aus dem Felsen herausgehauene Wassergraben zwischen Schloss und Dorf zu erkennen.
Das Schloss Montsoreau wird seit 1862 vom französischen Kulturministerium als historisches Gebäude geführt. Seit 2000 ist das Schloss Montsoreau Teil des Loiretal UNESCO-Welterbe.

## Etymologie

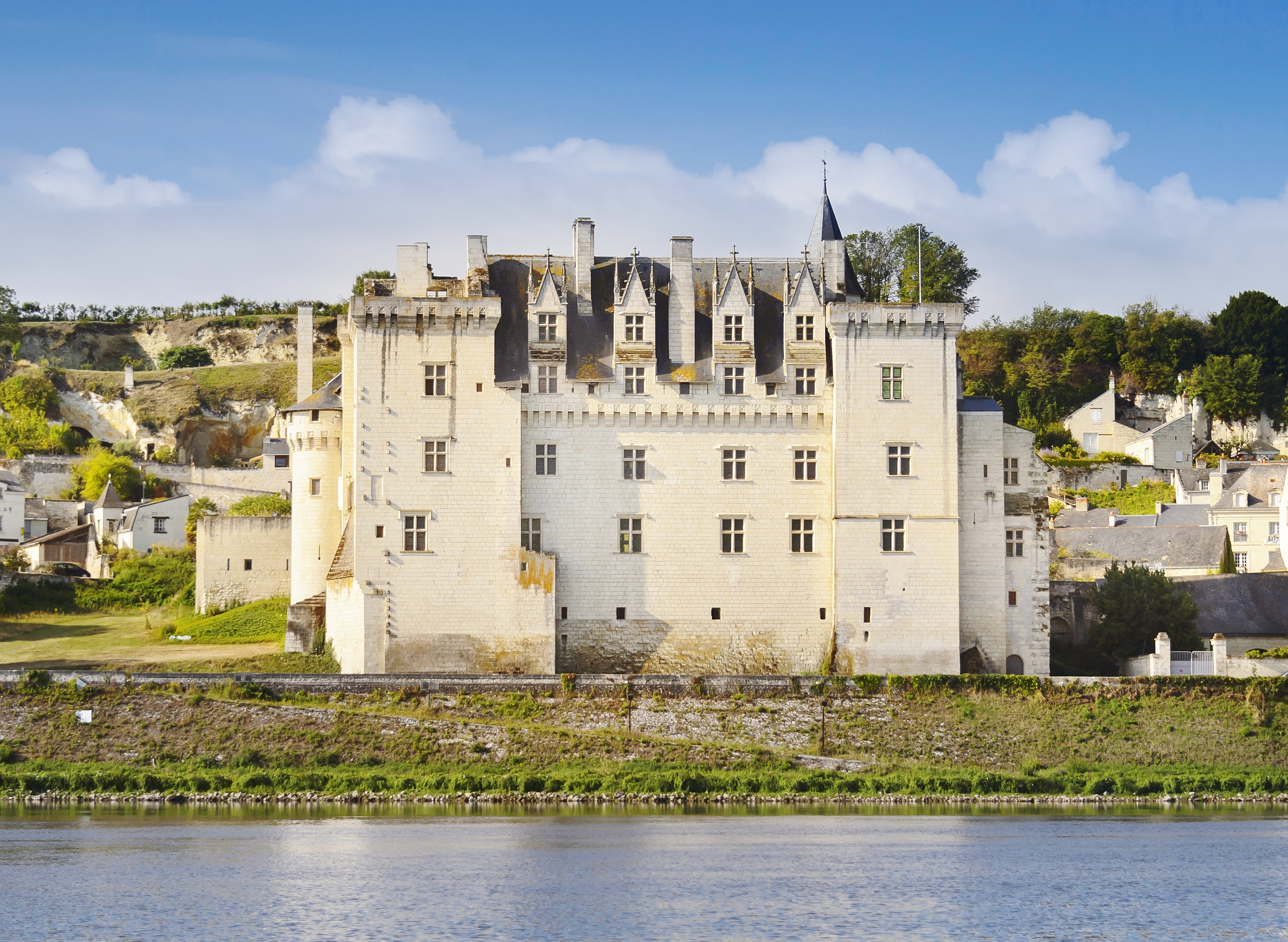
Schloss Montsoreau

Der Name Mount Soreau (Castrum Monte Sorello, Mons Sorello, Mountsorrell, Monte-Sorel, Monsorel, Munsorel, Muntesorel oder Montsorel) erscheint in seiner lateinischen Form erstmals 1086 in einem Kopialbuch. Mons oder Monte (Berg) bezieht sich auf das felsige Vorgebirge, das sich im Flussbett der Loire befindet und auf dem die Festung Montsoreau errichtet wurde. Der Name Sorello ist in mehreren latinisierten Formen zu finden: Sorello, Sorel, Sorelli.

### Namensvariationen
- Montsoreau
- Monsoreau

## Geographie: Standort und natürliche Umgebung

### Dorf
Das Dorf, heutzutage Montsoreau genannt, war ursprünglich zweiteilig:
- Der Hafen von Rest: in der Nähe von dem Rinnsal Arceau.
- « Rest sous Montsoreau » am Fuße des Hügels und am Flussufer der Loire, mit dem Schloss von Montsoreau.

Der Name « Rest » kommt von dem lateinischen Wort Restis, dies bedeutet Netz, Hinweis auf die zahlreichen Fischermänner aus dem Dorf.
Das Schloss Montsoreau liegt strategisch günstig am Zusammenfluss zweier Flüsse, der Loire und der Vienne, sowie am Schnittpunkt der drei historischen politischen Regionen Anjou, Poitou und Touraine. Es liegt in einer national geschützten Region, dem regionalen Naturpark Loire-Anjou-Touraine.

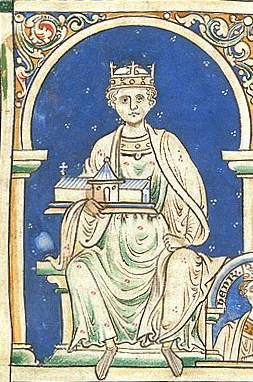
Heinrich der II. beendet bei der Belagerung von Montsoreau den von seinem Bruder Geoffroy organisierten Aufstand.

Das Schloss wurde direkt in das Bett der Loire, am Fuße des Hügels, in Tuffstein gebaut – der örtliche Felsen, der an vielen Stellen noch sichtbar ist. Viele Grundstücke in der Region sind aus diesem Stein gebaut und in der Tat gibt es viele Häuser, die in den Hügeln und in den dort befindlichen Höhlen gebaut sind. Diese Art der natürlichen Fundamentierung ist bei der Errichtung wichtiger Bauwerke recht häufig anzutreffen. Die topografische Lage scheint für die Verteidigung eher ungünstig zu sein, aber es gab eine Hypothese, es gäbe wohl eine Motte am lieu-dit « La Motte », die Unverwundbarkeit der Vorburg im Laufe der Geschichte erklären könnte.
In der Tat konnte nur Heinrich II. Plantagenêt die von Foulques III. d’Anjou errichtete Festung in den 450 Jahren ihres Bestehens erobern. Sie liegt zwischen zwei kleinen Tälern, die einen etwa 30 Hektar großen Teil des Plateaus abtrennen, dessen Umgebung im Osten und Westen ziemlich steil ist.

### Loiretal
Das Schloss von Montsoreau ist im Herzen des Loiretals. Nördlich formt das Loiretal eine Schwemmebene. Diese liegt ungefähr 30 Meter unter dem Meeresspiegel. Die Ufer sind oft von Hochwasser und Überschwemmungen betroffen. Am linken Ufer findet man viele Inseln: l’île aux Mignons, l’île Drugeon, l’île Ruesche und l’île au Than direkt gegenüber dem Schloss.
Die Böden sind dort sehr fruchtbar und eignen sich gut für den Anbau von Pflanzen. Südlich des Flusses liegt das Kalkplateau von Crétacé. Dieses Plateau dominiert die Loire, mit einer Durchschnittshöhe von 70 Metern über dem Meeresspiegel. Es ist hauptsächlich benutzt für den Weinanbau. Dieses Plateau besteht aus Tuffstein, bekannt für seine architektonischen Qualitäten. Das Arceautal, senkrecht zur Loire, durchquert dieses Kalksteinmassiv auf der Höhe von Montsoreau. Im Süden, weiter flussaufwärts, bildet sein Wassereinzugsgebiet die Senke von Fontevraud-l’Abbaye.

### Frankreich
Historisch gesehen liegt das Schloss Montsoreau an der Kreuzung dreier Regionen: Anjou, Poitou und Touraine. Verwaltungstechnisch liegt das Schloss in der Region Pays de la Loire, im Departement Maine-et-Loire, in der Nähe der Verwaltungsregionen Centre-Val-de-Loire und Nouvelle-Aquitaine sowie der Departements Vienne und Indre-et-Loire. Über die Autobahn ist das Schloss Montsoreau 293 km vom Nullpunkt der französischen Straßen in Paris entfernt. Die nächstgelegenen Bahnhöfe sind Port-Boulet (11 km) und Saumur (17 km). Montsoreau kann über mehrere Flughäfen erreicht werden: Angers-Loire (59 km), Tours Val-de-Loire (74 km), Poitiers-Biard (80 km) und Nantes Atlantique (159 km).

## Schutz

### Historisches Monument

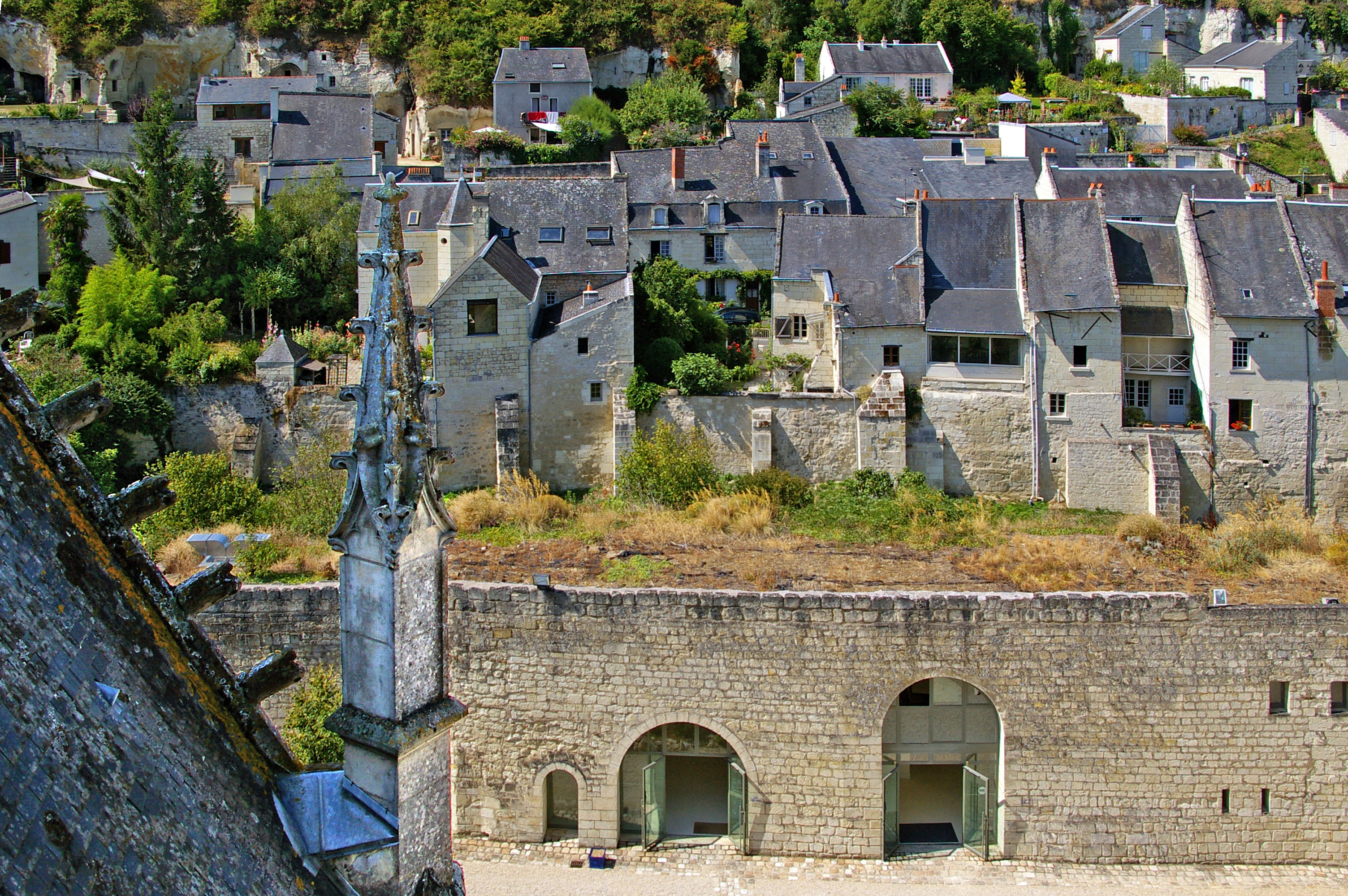
Sicht auf das Dorf

Das Schloss Montsoreau wurde 1862 zusammen mit 57 Schlössern auf der von Prosper Mérimée geführten Liste, darunter das Schloss Fontainebleau, das Hôtel des Invalides und Château Gaillard, als historisches Monument eingestuft. Es ist das einzige denkmalgeschützte Gebäude in Montsoreau.
Die Kastellkapelle wurde am 3. Dezember 1930 unter Denkmalschutz gestellt.
Der Seneschallpalast, der sich innerhalb der alten Schlossmauern befindet, wurde am 6. Oktober 1938 eingetragen.
Ein geschützter Bereich mit einem Radius von 500 Metern umschließt das Denkmal. Jeder Neubau oder jede Veränderung des historischen Gebäudes muss vorher vom Architekten der Gebäude Frankreichs genehmigt werden.

### Eingeordneter bewaldeter Raum
Im Rahmen des lokalen Städtebauplans (PLU) wurde ein Teil des Schlossparks von Montsoreau als „espace boisé classé“ (EBC) eingestuft. Die Einstufung verbietet Nutzungsänderungen oder Bodennutzungsarten, die die Erhaltung, den Schutz oder die Schaffung von Aufforstungen gefährden könnten. Die Einstufung als EBC führt dazu, dass Anträge auf Rodungsgenehmigungen gemäß dem Forstgesetzbuch von Rechts wegen abgelehnt werden, und bewirkt die Einführung eines Systems der administrativen Erklärung vor jedem Fall von Baumfällungen oder -abschlägen.

### Die schönsten Dörfer Frankreichs
Das Dorf Montsoreau, in dem sich das Schloss Montsoreau befindet, erhielt aufgrund seines bemerkenswerten Kulturerbes und seiner touristischen Dynamik das Label „Plus beaux villages de France“ (Schönste Dörfer Frankreichs).

### Kleine Dörfer mit Charakter

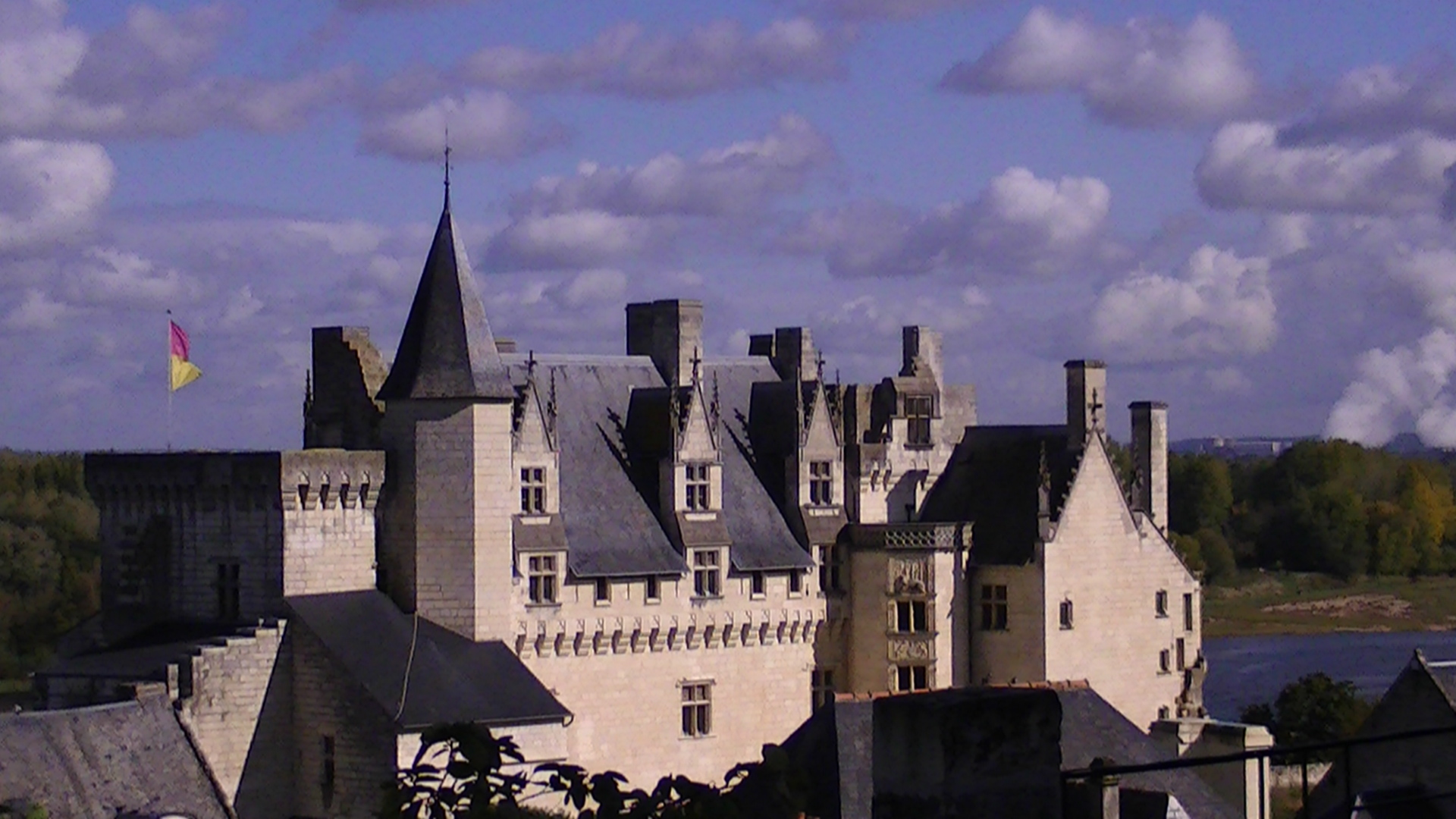
Sicht auf das Schloss vom Dorf aus

Das Dorf Montsoreau, in dem sich das Schloss befindet, ist als Petite cité de caractère (kleine Stadt mit Charakter) klassifiziert. Diese Auszeichnung wurde dem Dorf aufgrund seines hochwertigen und homogenen architektonischen Erbes und seines mehrjährigen Programms zur Sanierung und Aufwertung des Kulturerbes verliehen.

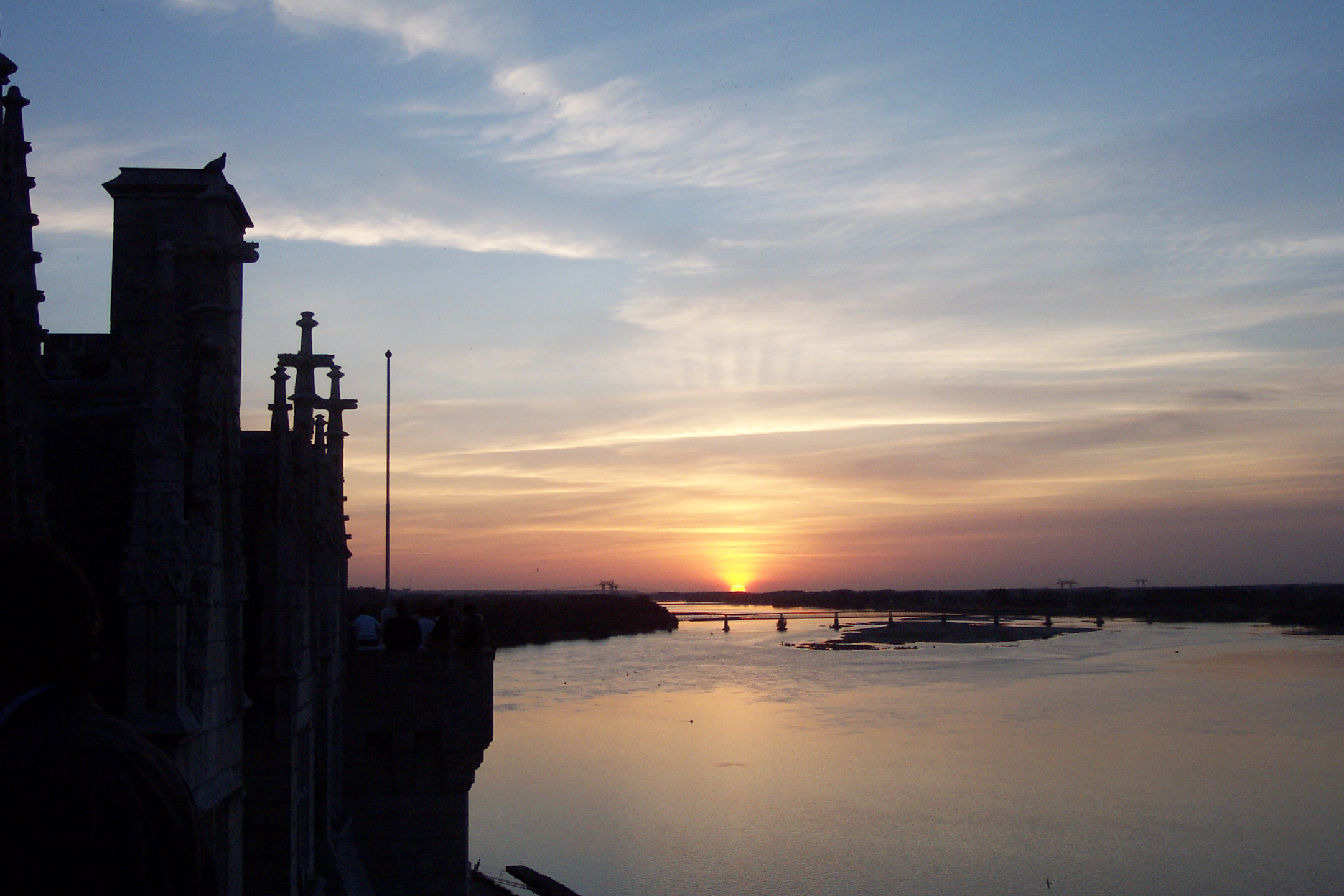
Sicht von den Dächern auf den Sonnenuntergang

### Sensibler Naturraum
Der sensible Naturraum (ENS) Val de Loire umfasst die Loire, ihr rechtes Ufer, einen Teil des Dorfes Montsoreau sowie die Weinberge am linken Ufer. Der ENS zeichnet sich durch das Vorhandensein zahlreicher Arten und Lebensräume von Arten aus, die von Interesse und/oder auf nationaler oder regionaler Ebene geschützt sind. Er umfasst die Ufer, Inseln, Auenwälder und das Flussbett der Loire.

### Gebiet Natura 2000
Das Natura-2000-Gebiet Val de Loire umfasst zwei Gebiete in Montsoreau, von denen eines der Loire und das andere dem Tal gewidmet ist. Das besondere Schutzgebiet (SAC) Val de Loire Ponts-de-Cé Montsoreau (FR 5200629) umfasst die „wilde“ Loire und einen Teil ihres Schwemmtals (hauptsächlich das eingedeichte Tal). Die Vielfalt der Lebensräume ist gut repräsentativ für eine relativ ungestörte Funktionsweise des Flusses. Landschaftliches und kulturelles Interesse an diesem Teil des Loiretals.

### Regionaler Naturpark Loire-Anjou-Touraine
Der Sitz des regionalen Naturparks Loire-Anjou-Touraine befindet sich in Montsoreau. Er wurde 1996 gegründet und umfasst 141 Gemeinden in den Regionen Centre-Val de Loire und Pays de la Loire. Zu seinen Aufgaben gehören der Schutz und die Verwaltung des Natur- und Kulturerbes, die Aufwertung des Gebiets, die wirtschaftliche und soziale Entwicklung, die Aufnahme, die allgemeine und ber-ufliche Bildung, das Experimentieren und die Forschung.

### Loiretal, Unesco-Weltkulturerbe
Das Schloss Montsoreau befindet sich im Loiretal zwischen Sully-sur-Loire und Chalonnes-sur-Loire, das von der UNESCO nach drei Kriterien zum Weltkulturerbe erklärt wurde:
- Kriterium (i): Das Loiretal ist bemerkenswert für die Qualität seines architektonischen Erbes, mit seinen historischen Städten wie Blois, Chinon, Orléans, Saumur und Tours, aber insbesondere für seine weltberühmten Schlösser.
- Kriterium (ii): Das Loiretal ist eine außergewöhnliche Kulturlandschaft entlang eines großen Flusses. Es zeugt von einem Austausch von Einflüssen, menschlichen Werten und der harmonischen Entwicklung von Interaktionen zwischen Menschen und ihrer Umwelt über eine mehr als zweitausendjährige Geschichte hinweg.
- Kriterium (iv): Die Landschaft des Loiretals, insbesondere die zahlreichen Kulturdenkmäler, veranschaulichen in außergewöhnlichem Maße den Einfluss der Ideale der Renaissance und der Aufklärung auf das Denken und Schaffen in Westeuropa.
- UNESCO – Das Loiretal von Sully-sur-Loire bis Chalonnes.[14]

## Geschichte

### Mittelalter

#### Grafschaften Anjou und Blois

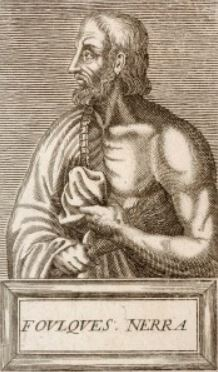
Foulques Nerra machte Montsoreau zu einer der ersten Festungen im Anjou.

Erstmals schriftlich dokumentiert wurde die Besiedlung der Stätte im 6. Jahrhundert, bevor dort im Jahre 990 von Odo, dem ersten Grafen von Blois, die erste Festung erbaut wurde. Im Jahre 1001 wurde sie vom Grafen von Anjou, Fulko Nerra (Fulk dem Schwarzen), einem der größten Bauherren des Mittelalters, übernommen. Dieser übergab sie dem Ritter Gautier I. von Montsoreau, der zu einer der bedeutendsten Familien von Anjou gehörte. Somit war das Castrum Monsorelli eine der vierzig befestigten Burgen in Anjou und eine der wenigen, die um die Jahreswende 1000 den Herrschaftstitel erhielten. Im Umkreis der Burg entwickelte sich rasch eine Stadt, die Monte Sorelli in der 1854 von Salmon edierten Fassung narratio de commendatione Turonice provincie als eine der oppidis munitissimi et pupolosis nannte. (Ab dem 12. Jahrhundert ist anhand von schriftlichen Quellen ein Zollhaus belegbar.)

#### Heinrich II., König von England
In den Jahren 1152 und 1156 belagerte Heinrich II. König von England zweimal die Burg von Montsoreau. Im Jahre 1152 organisierte Gottfried VI., Bruder von Heinrich II., Herzog der Normandie, Erbe der Grafschaft Anjou, einen Aufstand gegen ebendiesen Bruder. Dieser endete während der Belagerung und Eroberung der Festung von Montsoreau mit der Kapitulation Gottfrieds. Heinrich II. blieb folglich Graf von Anjou, die Festungen von Chinon, Mirebeau, Loudun und Montsoreau gingen jedoch in Gottfrieds Besitz über. 1156 organisierte Gottfried erneut einen Aufstand gegen seinen Bruder, welcher inzwischen zum König von England ernannt worden war. Auch dieser Aufstand führte zur Eroberung von Montsoreau. Gottfried und Guillaume von Montsoreau wurden gefangen genommen. Heinrich II. behielt im weiteren Verlauf die Festung für seinen persönlichen Gebrauch, vermutlich bis zu seinem Tod.
Gegen 1168 ordnete Heinrich II. den Bau des ersten Deichs der Loire zwischen Langeais und Saint-Martin-de-la-Place mit einer Länge von 45 km an, mit dem Ziel, das Tal zu beschützen. Dieser Erlass des Königs von England wurde von Guillaume de Montsoreau und seinem Sohn Guillaume unterzeichnet.

#### Die Savarys
Da sein ältester Sohn Gaultier keine männlichen Nachkommen hatte, ging die Lordschaft 1213 an die Familie Savary von Montbazon über. Die Savarys von Montbazon erhielten das Land Montbazon in Form einer Gabe von Philippe-Auguste, einer Spende des Königs, die sie verpflichtete, diesem das Land wieder zu übertragen wann immer er es verlangte, und ihnen verbot, es ohne seine Zustimmung zu befestigen. Nach seinem Sieg in Bouvines wählte Philippe-Auguste es 1214 zusammen mit Guy Turpin, dem Erzdiakon von Tours, um den Frieden mit dem König von England, Johann Ohneland, zu verhandeln.

#### Die Vicomtes de Chateaudun und die Chabots
Das zweite Haus Montsoreaus, die Chabot-Familie, starb 1362 mit der Vermählung der einzigen Tochter von Renaud VII. mit Guillaume II. de Craon aus. Die Familie Craon behält die Lordschaft bis 1398. Das vierte Haus, das der Chabots, hält nur einige Jahrzehnte an.
1450 kam das Ende des Hundertjährigen Krieges. Jean II. von Chambes, der erste Ratgeber von Karl VII. König von Frankreich, kaufte die Burg seinem Schwager, Louis II. Chabot, welcher verschuldet war, ab. Jean II. de Chambes, ein Nachkomme der alten Adelsfamilie Angoumois hatte bereits zwischen 1443 und 1453 den Bau des Hauptgebäudes Montsoreaus begonnen. 1426 trat er, 29 Jahre vor dem berühmten Treffen zwischen dem König und Jeanne d’Arc im Schloss von Chinon, in den Dienst Karls VII. 1444 wurde er zum premier maître d’ostel ernannt. Er stand zu der Zeit in Verbindung mit Jacques Cœur. Nachdem letzterer 1453 in Ungnade gefallen war, erhielt Jean II. eine beachtliche Menge Geld. Karl VII. beauftragte ihn mit mehreren wichtigen diplomatischen Missionen, insbesondere wurde er 1459 als Botschafter nach Venedig gesandt um einen neuen Kreuzzug vorzubereiten. Seine Lordschaften von Montsoreau und Argenton, aber auch sein Gouverneursamt von La Rochelle und Lord Provost und Kapitän von Niort, Talmont-sur-Gironde und Aigues-Mortes sicherten ihm zahlreiche Einnahmequellen.

### Neuzeit
In den Jahren 1450 bis 1460 spielte Jean II. de Chambres eine zunehmend große Rolle als Botschafter und hielt sich dementsprechend oft außerhalb Anjous auf. Währenddessen zerstörte er die Festung und baute das Schloss Montsoreau im neuen Baustil der Renaissance. Dank seiner Nähe zu Karl VII. stieg in diesen zehn Jahren sein politischer und finanzieller Einfluss immens. Als Ludwig XI., Nachfolger Karl VII.s, an die Macht kommt, zieht Jean II. sich nach und nach aus der Politik zurück.
Nach Jean II. de Chambres Tod im Jahre 1473 trat sein Sohn Jean III. die Nachfolge an. Marie de Châteaubriant, seine Ehefrau, gründete 1519 die Stiftskirche Sainte-Croix auf der anderen Seite des Schlossgrabens. 1505 verbrachten Anne de Bretagne und ihre Tochter Claude de France, die daraufhin im Verlauf der Italienischen Kriege an Charles de Luxembourg verlobt wird, einige Monate im Schloss Montsoreau.

#### Bartholomäusnacht

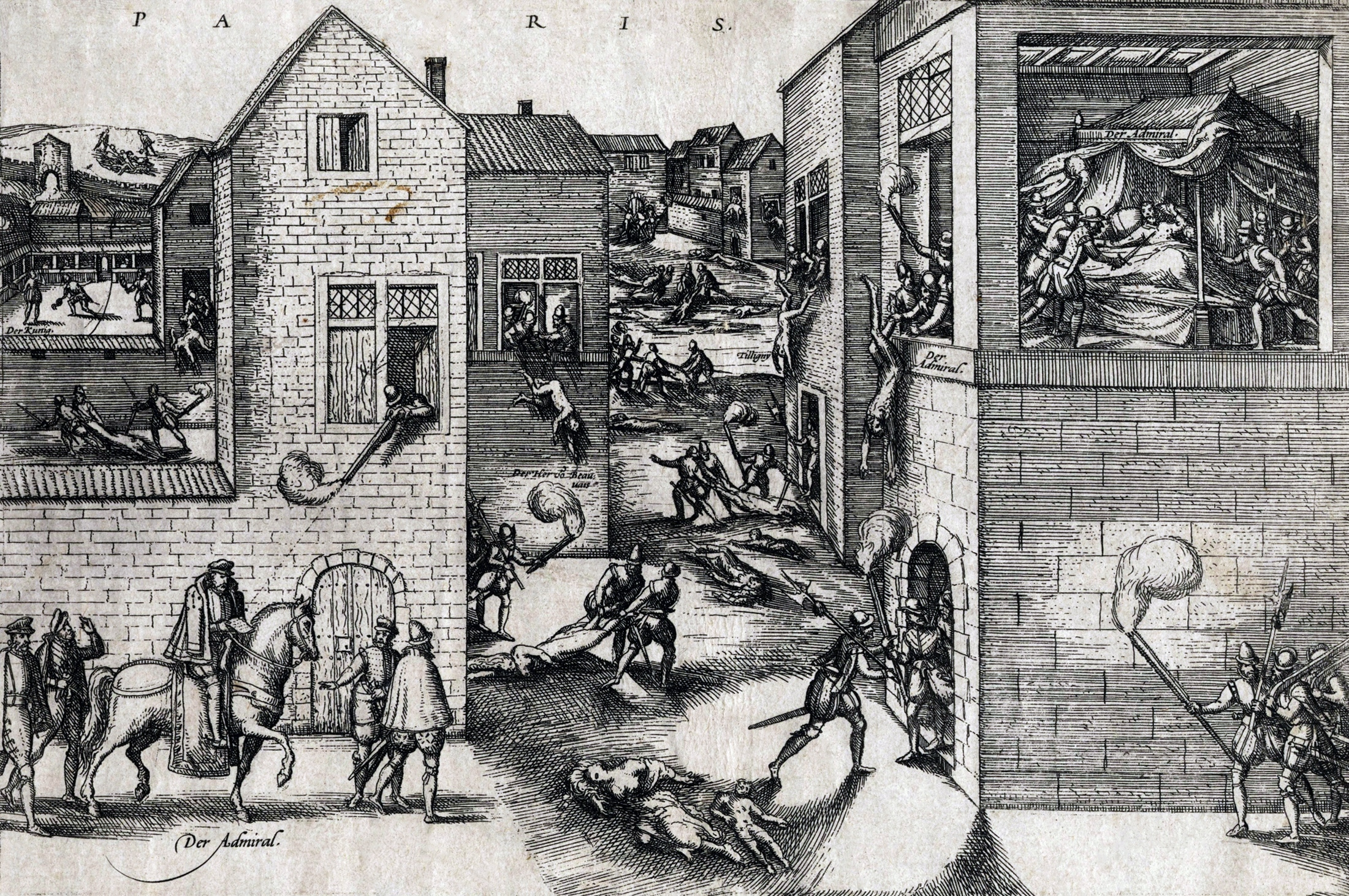
Bartholomäusnacht

1530 heiratete der in Montsoreau lebende Philippe de Chambes Anne von Laval-Montmorency. Sein ältester Sohn, Jean IV. de Chambes, erbte Montsoreau, ab 1560 eine Baronie, vom Gut Coutancière. Montsoreau wurde 1568 von den Protestanten geplündert. Am 22. August 1572 übte Gaspard de Coligny einen Mordversuch aus, der als Auslöser für das zwei Tage später in Paris stattfindende Massaker der Protestanten in Paris galt. Dieses Massaker dauerte über mehrere Tage in der Hauptstadt und breitete sich dann auf mehr als zwanzig Provinzstädte aus. Jean IV. de Chambes übernahm trotz des von König Karl IX. ab dem 28. angeordneten Verbots eifrig die Organisation und Ausführung der „Saint-Barthélemy angevine“ in Saumur, am 28. und 29. August dann in Angers.
Die Baronie Montsoreau wurde von 1573 bis 1575 durch Patentschreiben zur Grafschaft. Nach dem Tod von Jean IV. de Chambes im Jahr 1575 wurde sein Bruder Charles de Chambes Graf von Montsoreau und heiratete im folgenden Jahr Françoise de Maridor.

#### Schmuggel und Fälschung
Während des letzten Jahrzehnts des 16. Jahrhunderts, residierte auf dem Schloss eine Garnison von zunächst fünfzig, dann zwanzig Kriegsherren. Diese existierte jedoch unter der Herrschaft von Ludwig XIII nicht mehr. René de Chambes forderte zwar eine Garnison königlicher Truppen, stieß jedoch auf die Ablehnung von Richelieu. De Chambes soll wegen einer seiner Geliebten als Fälscher und Fälscher verurteilt worden sein.
Er wurde zum Tode verurteilt und musste nach England fliehen, von wo er niemals zurückkehrte. Nach dem Tod seines Nachfolgers Bernard von Chambes wurde das Schloss Montsoreau nur noch selten von seinen verschiedenen Eigentümern bewohnt.

#### Bouchet de Sources
Catherine de Chambes, die älteste Tochter von Bernard de Chambes, heiratete Louis-François Ier du Bouchet, der 1716 starb und 400.000 Pfund Schulden hinterließ. Sein ältester Sohn Louis I. du Bouchet heiratete Jeanne von Pocholle du Hamel, die ihm 200.000 Pfund Mitgift brachte. 1793 wurde das Schloss Montsoreau zum Nationalgut erklärt.

### 19. und 20. Jahrhundert
Die Witwe von Louis-François II. du Bouchet de Sourches, Marquis de Tourzel, verkaufte das Schloss und die Überreste des Montsoreau-Anwesens ab 1804. Nach dem Verkauf des Grundstücks wurde das Gebäude von 19 Eigentümern bewohnt, die es neu gestalten. Der äußere Zustand des Hauptgebäudes ist teilweise dank verschiedener Darstellungen und Beschreibungen aus der zweiten Hälfte des 19. Jahrhunderts bekannt, die vom Zustand des Verfalls des Gebäudes zeugen. Im Jahre 1910 befand sich das Schloss in einem sehr schlechten Zustand, was bei Mitgliedern der Französischen Archäologischen Gesellschaft für Empörung sorgt. Dank des Einsatzes des Senators von Geoffre, welcher den Generalrat sensibilisiert, entwickelt sich die Situation positiv. Das Departement Maine-et-Loire erwarb ab 1913 schrittweise die verschiedenen Grundstücke und die 1923 begonnenen Restaurierungsarbeiten wurden bis zum Zweiten Weltkrieg ohne Unterbrechung fortgesetzt.

#### Restaurierungen des 20. Jahrhunderts

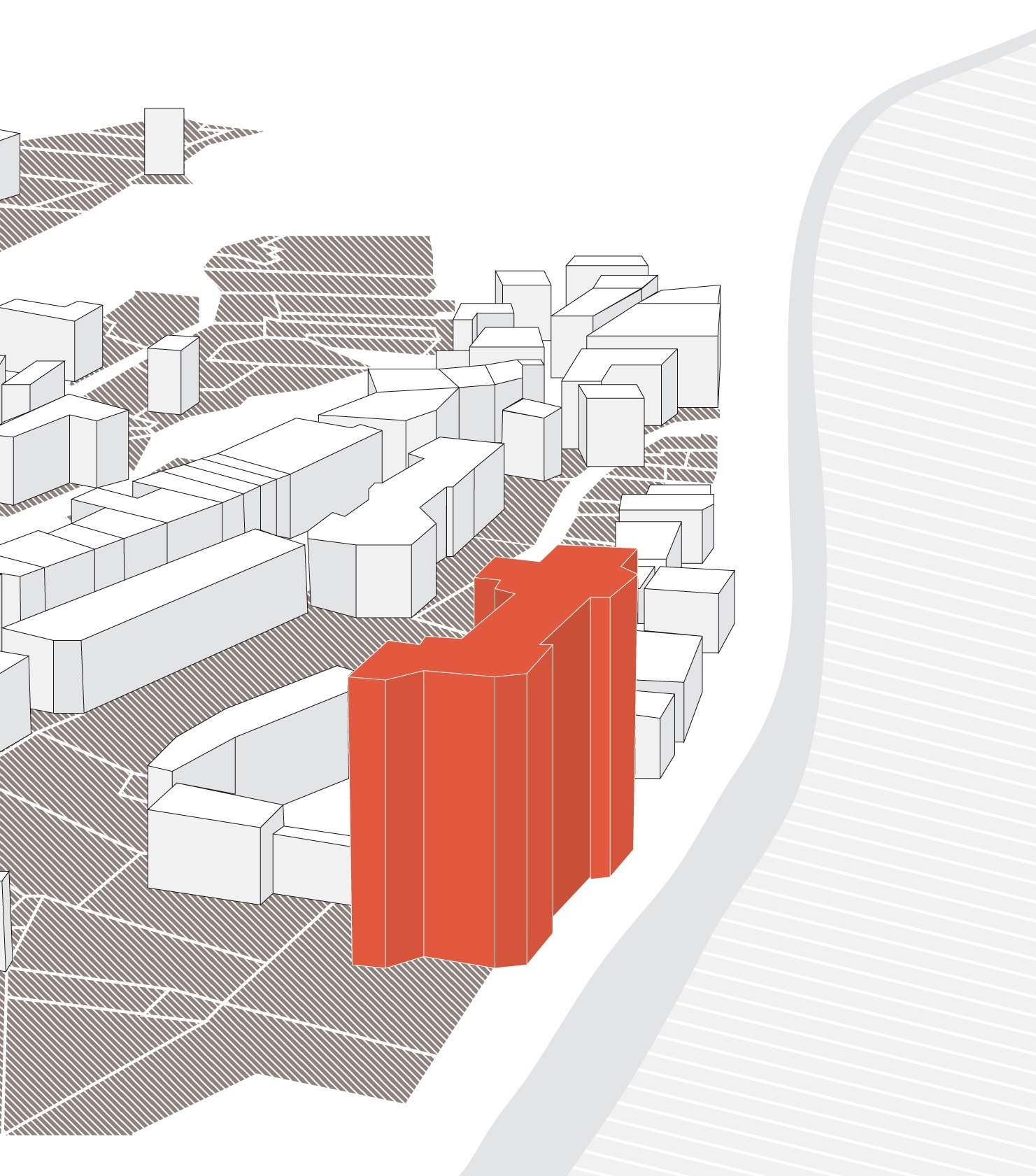
Die Lage des Schlosses in Montsoreau

Im Jahre 1919 starteten der Staat und der Generalrat von Maine-et-Loire unter dem Einfluss von Jean de Geoffre de Chabrignac eine große Kampagne, um das damals in Trümmern liegende Schloss Montsoreau wieder aufzubauen. Der erste Schritt bestand darin, das Gebäude mithilfe provisorischer Abdeckungen aus dem Wasser zu holen. Jean Hardion, Chefarchitekt historischer Denkmäler, beschloss, Stahlbeton in das ursprüngliche Holz einzubauen, da die geformten Balken des 15. Jahrhunderts beschädigt waren. Die neuen Betonteile sind in Illusionsmalerei lackiert, um die Illusion des Holzes eines Handwerkers namens Leboucher zu erzeugen. Der ursprüngliche Kastanienholzrahmen wurde gestärkt und fertiggestellt. Der Bau wurde während des Zweiten Weltkriegs unterbrochen und zu Ende hin wieder aufgenommen.

### Museum für marokkanische „Goums“ und indigene Kulturen Marokkos
Von 1956 bis 1999 beherbergt Schloss Montsoreau das « Musée des goums marocains et des affaires indigènes du Maroc ». Im Jahre 1956 erlangt Marokkos Unabhängigkeit von Frankreich und Spanien und die „goums mixtes marocains“, kleinere Infanterieeinheiten der afrikanischen Armee bestehend aus marokkanischen Ureinwohnern unter französischer Aufsicht, bilden den Kern der königlichen marokkanischen Armee. Oberstleutnant Aunis erhält die Erlaubnis des Generalrats Maine-et-Loire, die Hallen der ersten Etage des Schlosses für ein Museum zu benutzen und dort Erinnerungen und Trophäen zu sammeln.
Diese Erlaubnis wird durch die Unterzeichnung einer 99 Jahre gültigen Erbpacht zwischen der Koumia (Association des Anciens des Goums Mixtes Marocains et des Affaires Indigènes) und dem Generalrat Maine-et-Loire besiegelt. Die Einweihung fand im August 1956 unter Anwesenheit des Marschalls Juin und des Oberst Mac Carthy statt.

Da die Erbpacht frühzeitig endete, schloss das Museum endgültig am ersten März 1997.

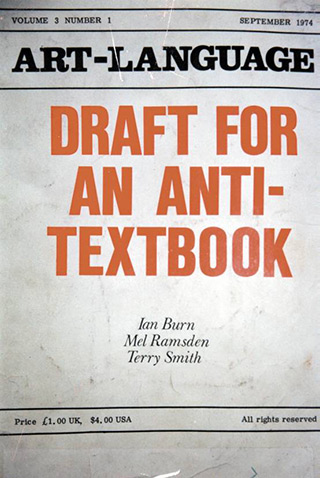
Art and Language, Art-Language The Journal of Conceptual Art, collection Château de Montsoreau-Musée d’art contemporain

### Museum für zeitgenössische Kunst (seit 2016)
Im Januar 2016 vermietet das Département Maine-et-Loire das Schloss, mittels einer Erbpacht, für 25 Jahre an Phillippe Méaille, welcher dort seine Sammlung zeitgenössischer Kunst mit Schwerpunkt Kunst und Sprache einrichtet. Es handelt sich dabei weltweit um die wichtigste Sammlung von Werken britischer, amerikanischer und australischer Künstler, bekannt als die Erfinder der Konzeptkunst. Das Museum trägt den Namen „Schloss Montsoreau – Museum für zeitgenössische Kunst“ und öffnet im April 2016.
Die Sammlung wird regelmäßig an sowohl nationale als auch internationale Museen verliehen. Beispielhaft zu nennen sind das Centre Georges-Pompidou in Paris, MACBA in Barcelona, das Guggenheim Museum in Bilbao und das Centre de création contemporaine Olivier Debré (CCCOD) in Tours. Auch in thematischen Ausstellungen ist die Sammlung vertreten, wie im Mai 1968 mit Soulèvements in der Galerie Nationale du Jeu de Paume in Paris und Luther und die Avant Garde in Wittenberg.
Im Eröffnungsjahr 2016 empfängt das Museum 35.000 Besucher. Des Weiteren stellt das Museum in diesem Jahr die temporäre Ausstellung Agnes Thumauers aus und ehrt zweimal den minimalistischen Künstler François Morellet – angefangen mit der Erschaffung des Prix François-Morellet, welcher alljährlich in Saumur am Tag des Buches und des Weines (journées nationales du livre et du vin) einen Autor für sein Engagement im Bereich der zeitgenössischen Kunst ehrt. Der erste Preis wurde an Catherine Millet verliehen.
Die zweite Ehre erwies das Museum Morellet mit der Enthüllung eines seiner Werke auf der Museumsfassade, zum Anlass dessen Todes am 10. Mai 2016.

## Galerie

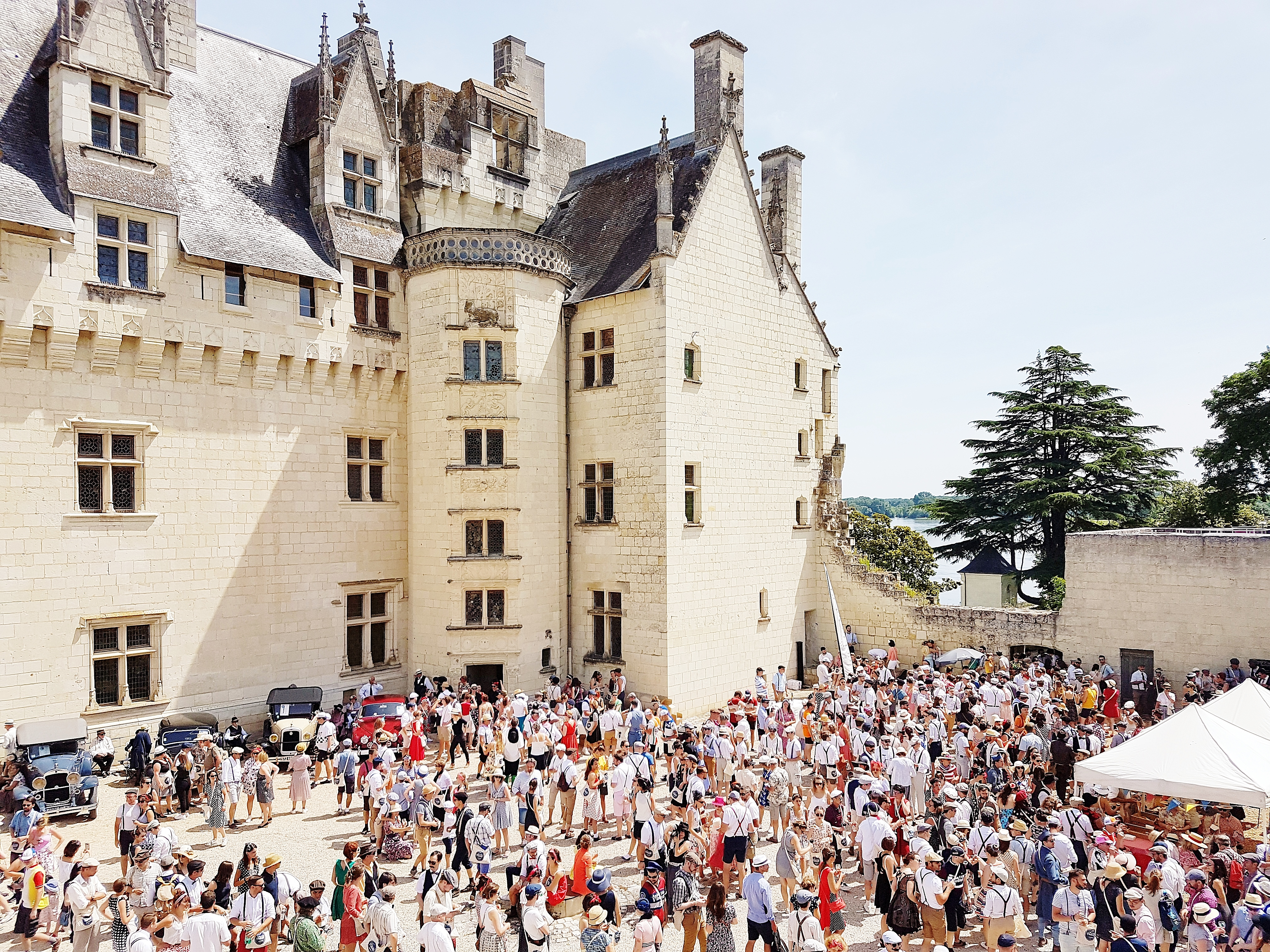
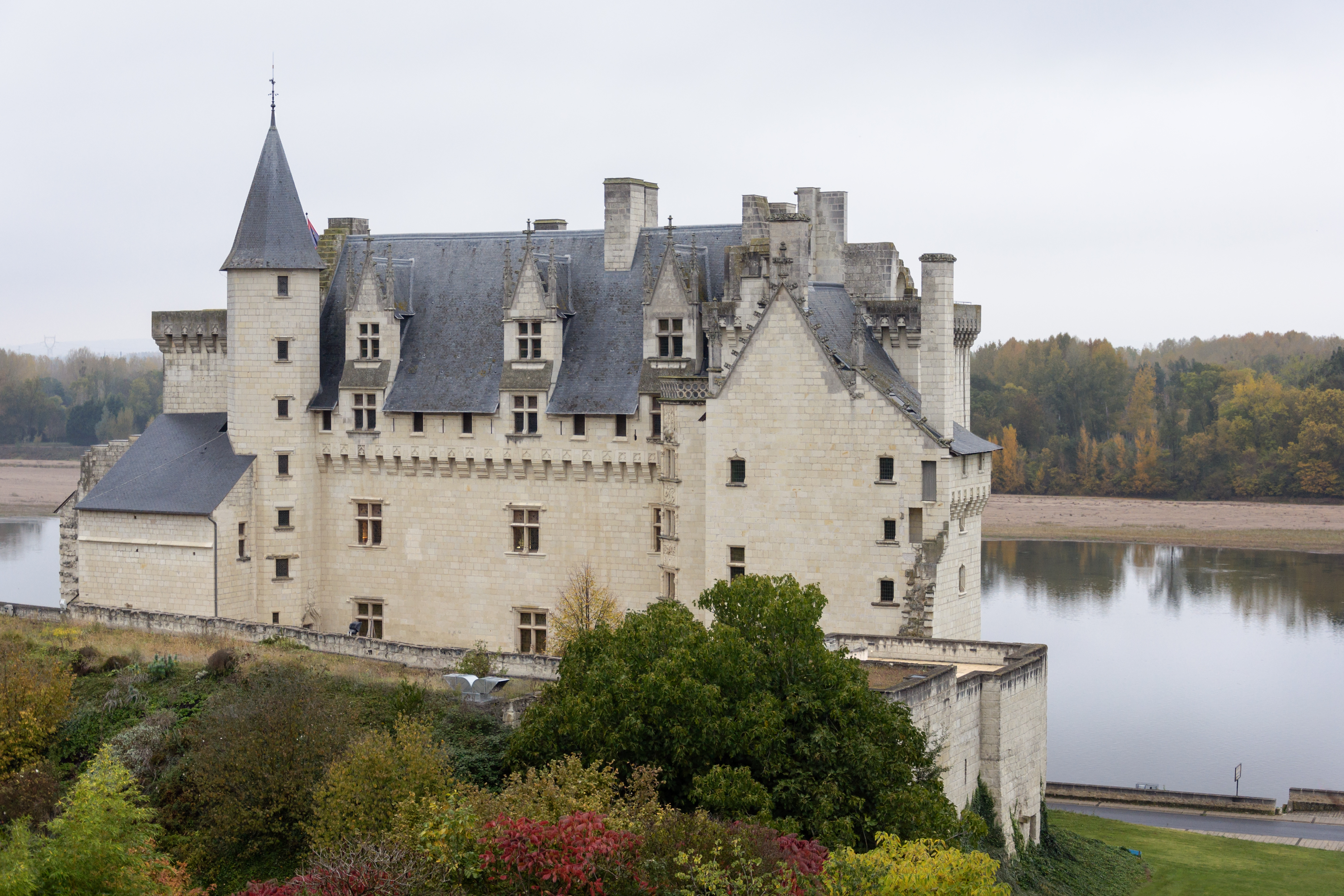
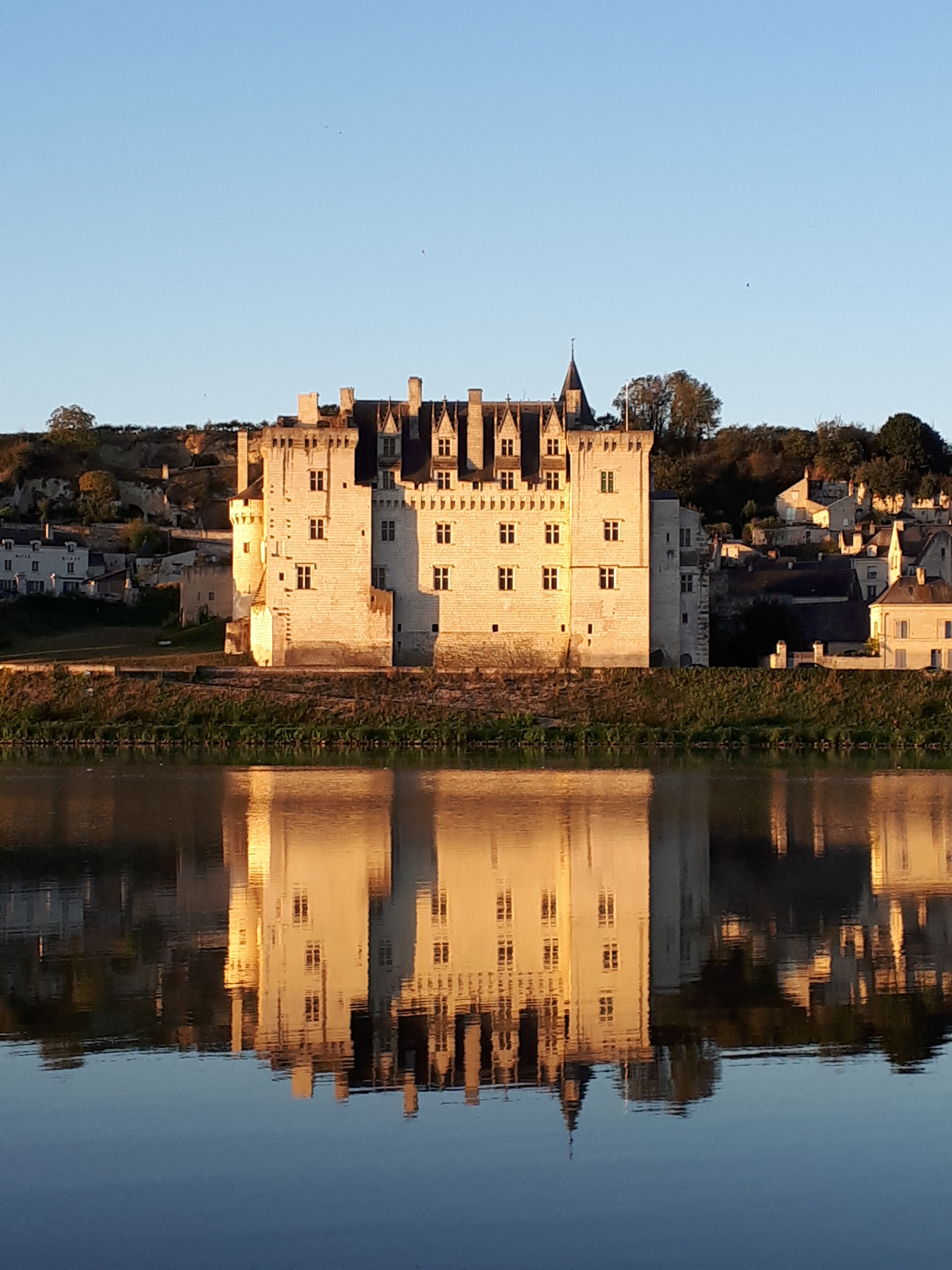
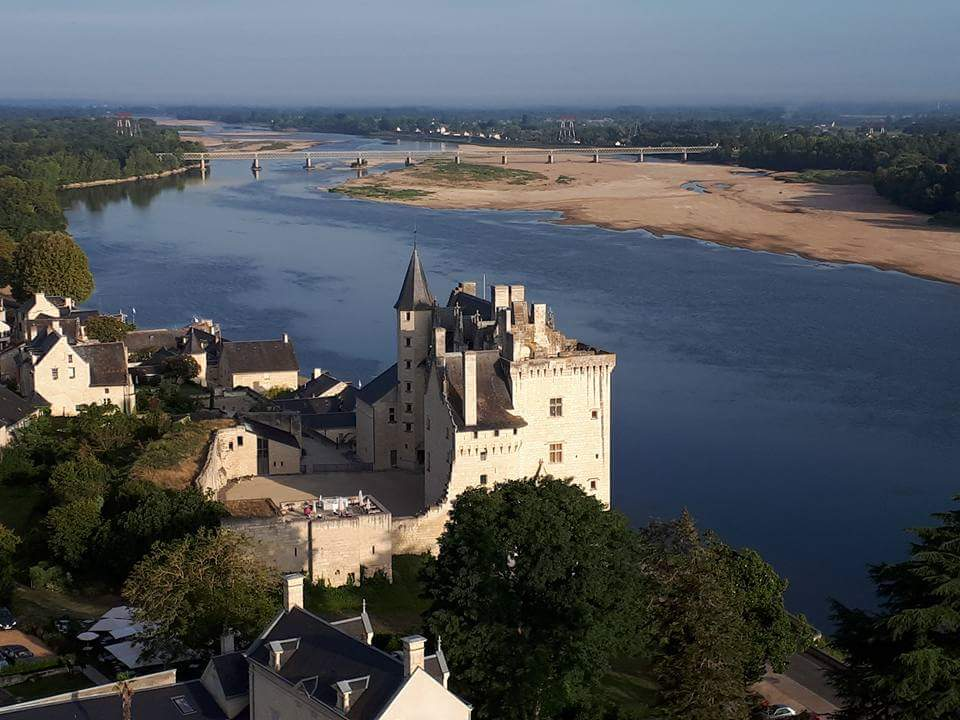
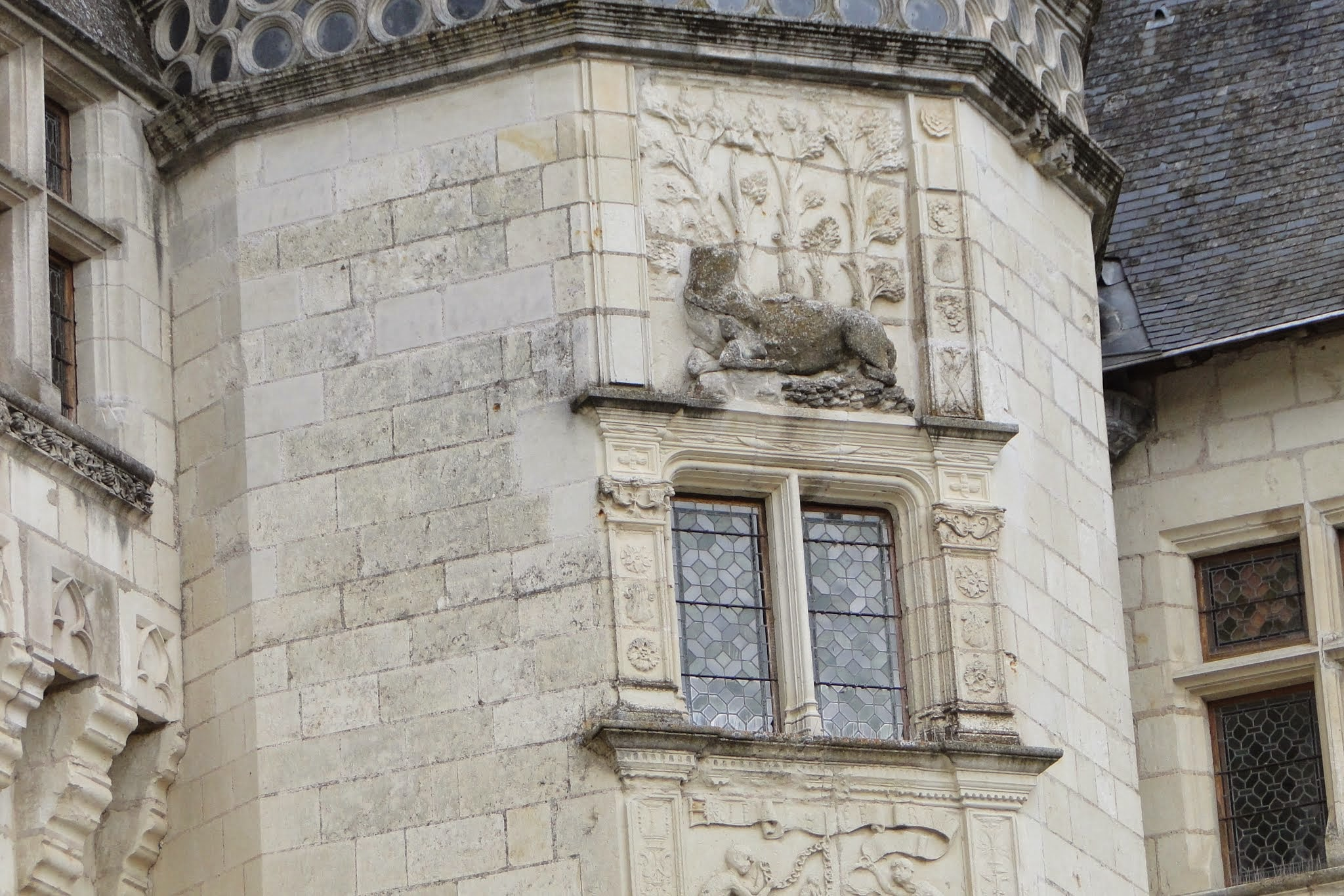
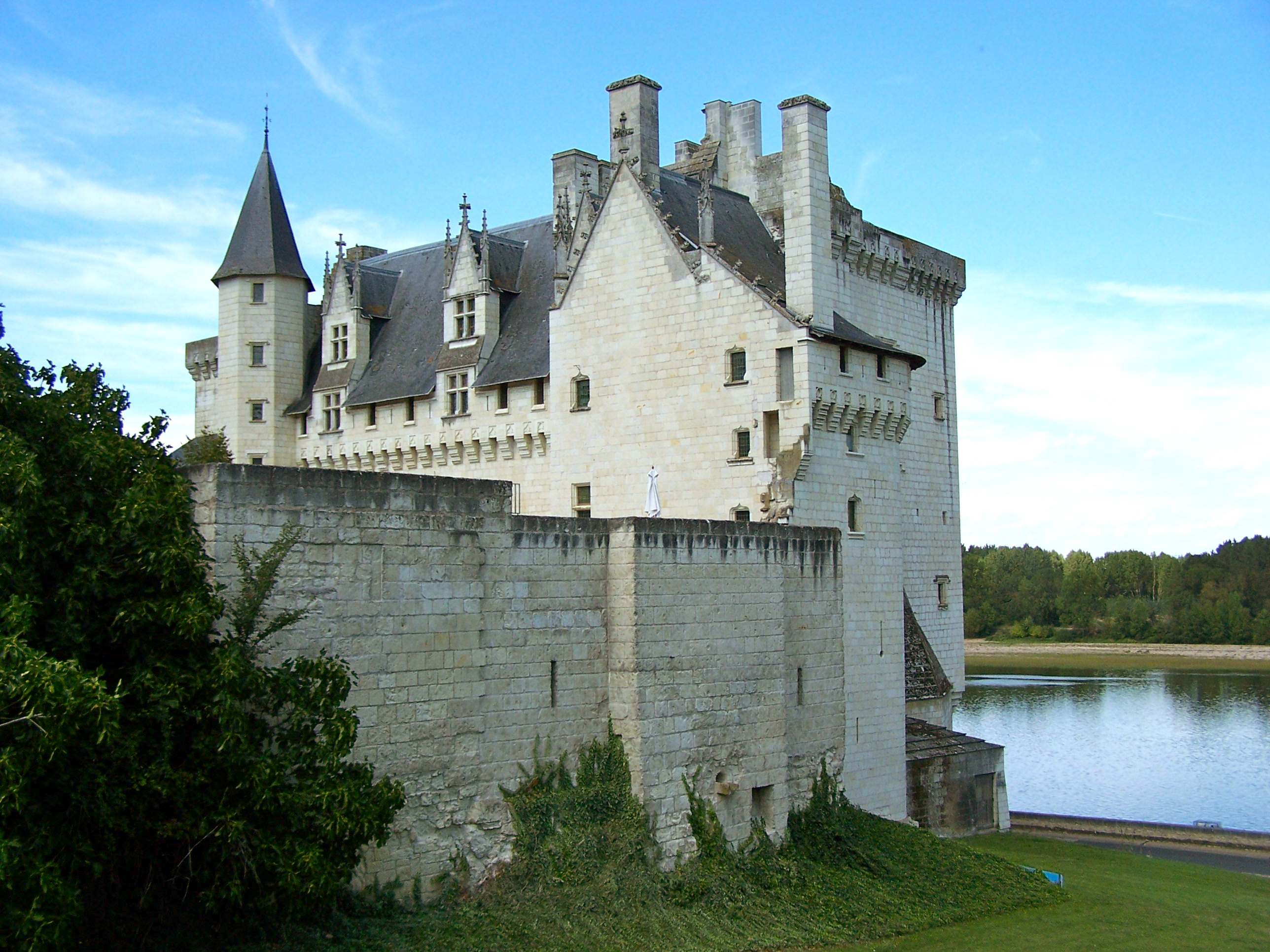
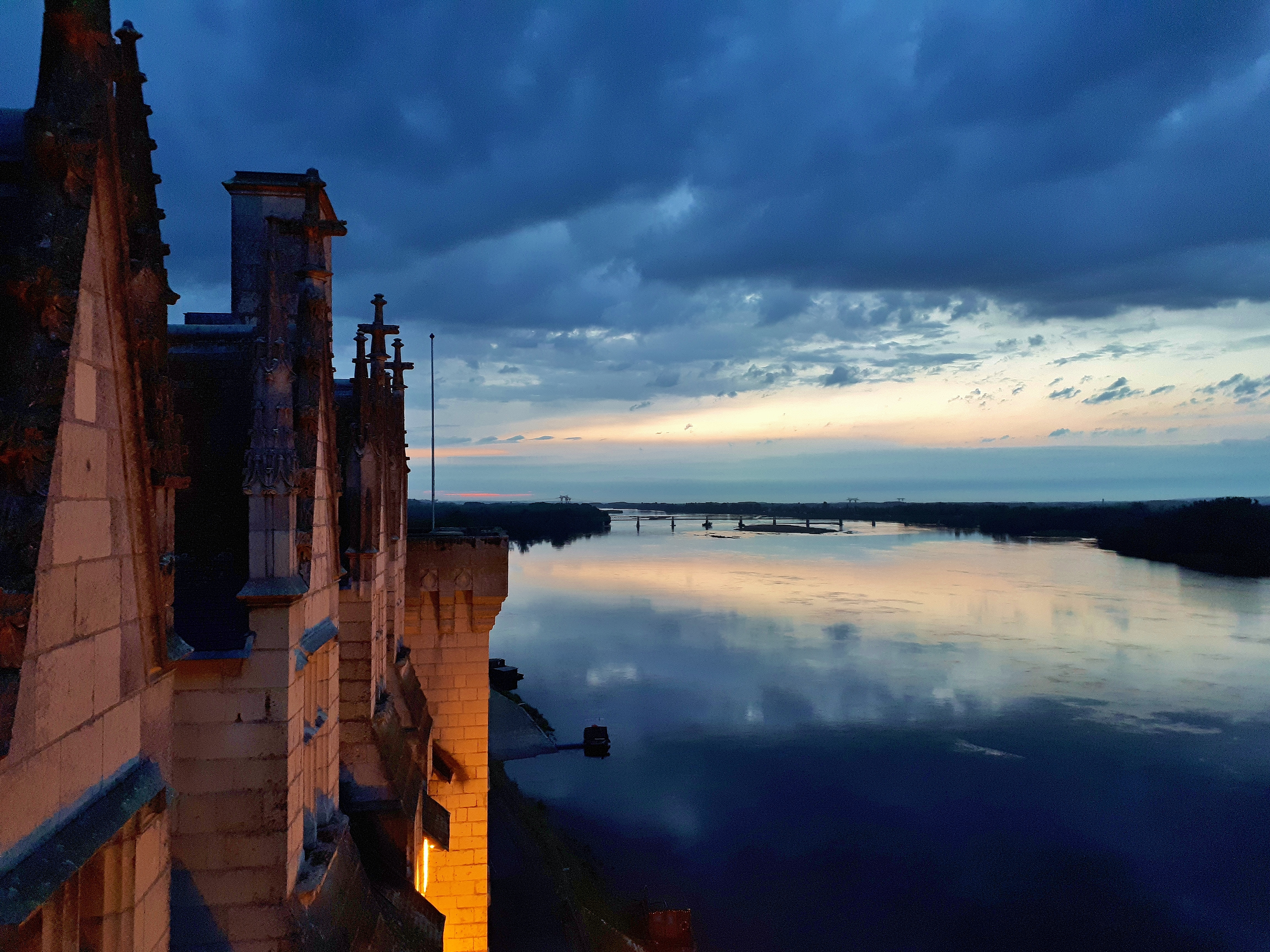
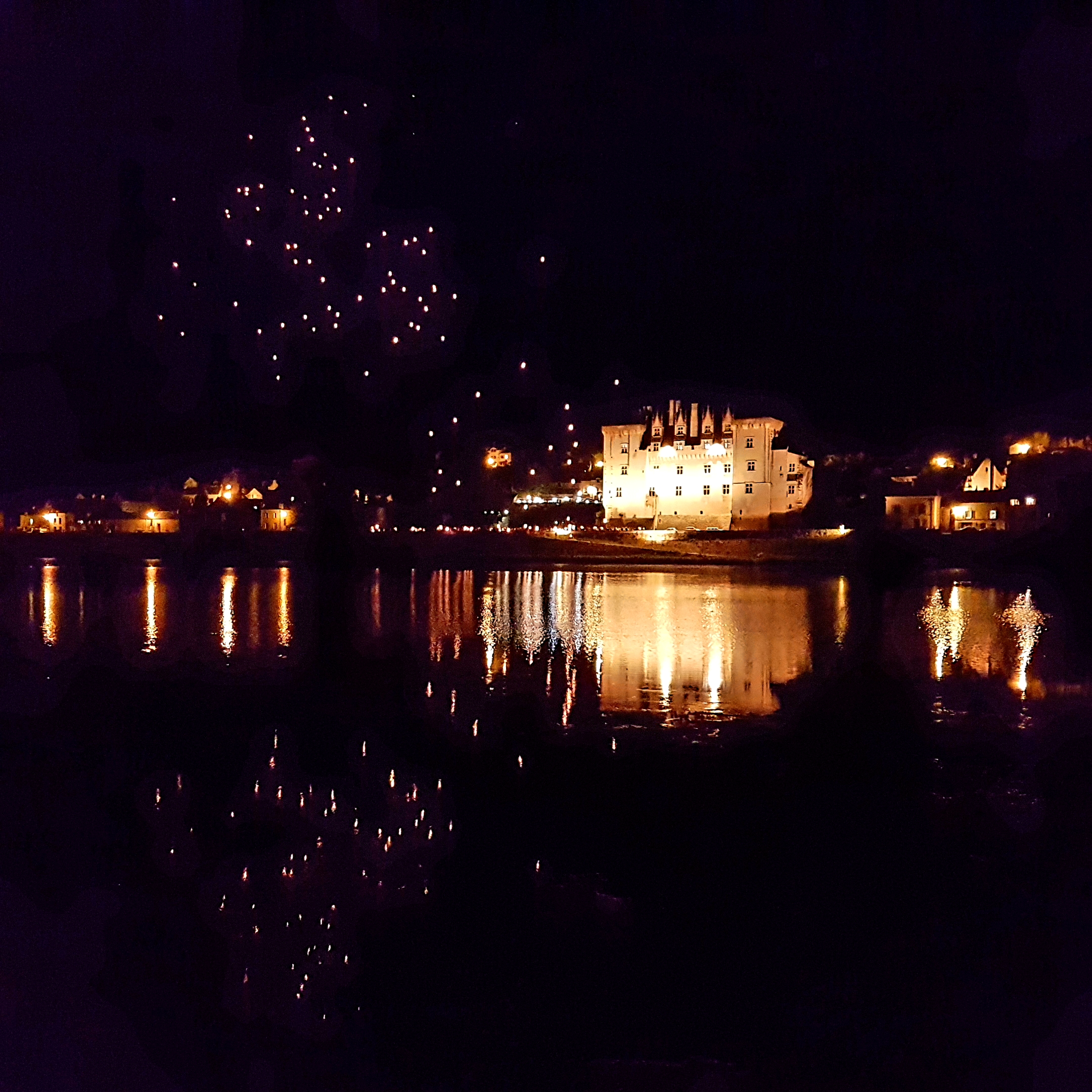
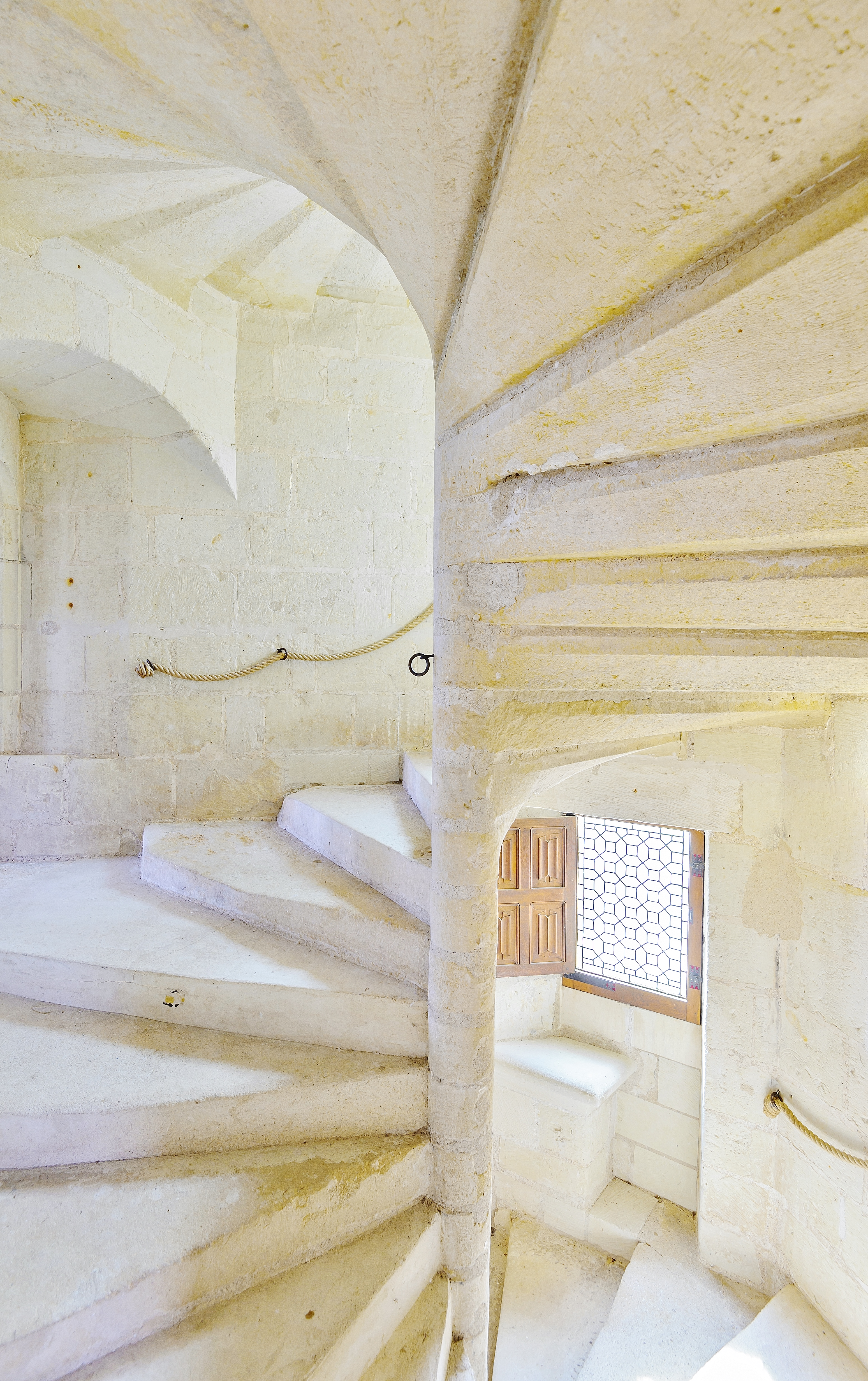
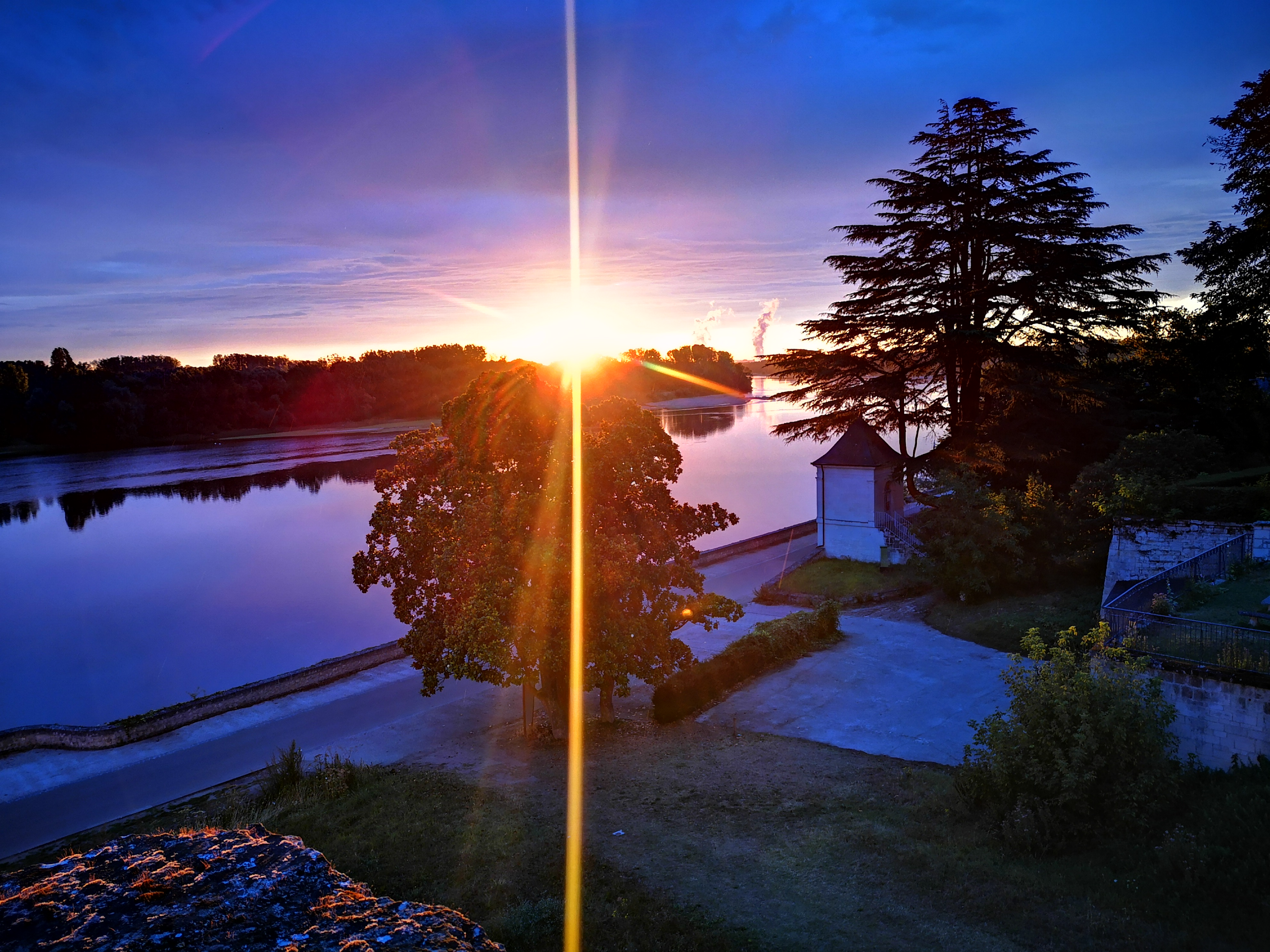

## Schlossgebäude
Jean II. de Chambes errichtete 1455 das Schloss Montsoreau. Das Gebäude markiert den Übergang von der Militärarchitektur zur Architektur zum Vergnügen, wie die großen Fenster, die zahlreichen Schornsteine und die Aufmerksamkeit auf sanitäre Probleme zeigen. Die zentrale Wohnung der Schloss wurde direkt am Ufer der Loire errichtet. Ungewöhnlich wurden zwei rechtwinklige Flügel, die aussehen wie zwei viereckige Türme, die das Hauptgebäude rahmen, einige Jahre später zu einer Zeit errichtet, als Rundtürme normalerweise gebaut wurden. Diese seltsame Wahl zeigt die Eckpavillons der klassischen Architektur. Eine Wendeltreppe existierte wahrscheinlich vor der heutigen Renaissance-Treppe.
Die Keller im Erdgeschoss und im Innenhof ermöglichen die Steuerung der Schifffahrt auf der Loire. Eines dieser Zimmer hat einen direkten Zugang zum Fluss. Die Haupttreppe auf der linken Seite führt zur Erdgeschosswohnung und zum Salon im ersten Stock. Dieser von fünf Fenstern beleuchtete, siebzehn Meter lange, sehr helle Raum wird von zwei monumentalen Schornsteinen beheizt.
Kleine Räume umgeben die Wohnung und zeigen den Übergang zwischen öffentlichen und privaten Bereichen. 1473 folgte Jean III. de Chambes seinem Vater nach. Er baute einen Renaissance-Treppenturm mit einem polygonalen Schacht, der von einer Terrasse gekrönt wurde. Die Stufen führen zu einem achtkantigen Gewölbe in Palmenform, das denjenigen in Angers 'Barrault-Wohnung und dem Rathaus von Saumur sehr ähnlich ist. Die Treppe ist mit Pilastern geschmückt, die an die Fenster grenzen. Medaillons, Putten und Kandelaber, die von Löwentatzen getragen werden.
Eine zentrale Tafel zeigt einen Helm mit dem Motto der Familie Chambes Crie. Das Register oben stellt zwei Affen dar, die das Ende einer Kette halten. Diese Kette ist um einen Schlaufenriemen befestigt, unter dem Je le feray steht. Am anderen Ende der Kette hängt ein eiförmiger Gegenstand, der mit einer Blattdekoration verziert ist, durch einen Reifen. Ein kleiner Affe hockt sich auf der linken Seite des Reifens. Die obere Platte ist mit Bäumen und Ästen verziert, die einen Wuchs darstellen, vor dem ein Reh, das Hauptsymbol der Jagd, steht.

## Architektur

### Vorwort

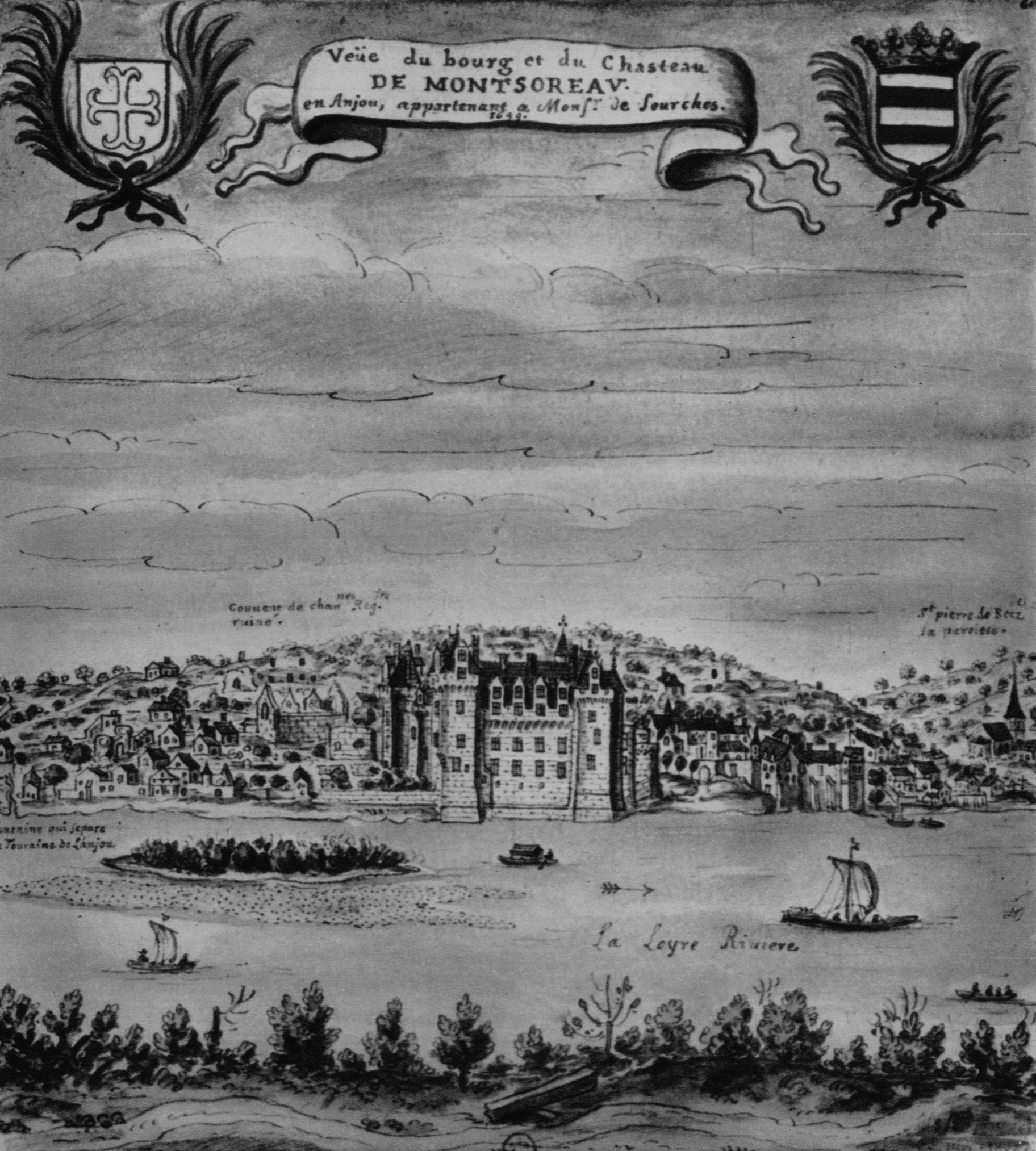
Eine Zeichnung des Schlosses im 17. Jahrhundert

Die zeitgenössische Treppe aus dem 15. Jahrhundert, über die man das Schloss betritt, endet in einem viereckigen Hof. Im Norden, auf der Seite der Loire, erhebt sich das Hauptgebäude zwischen zwei hohen Pavillons, die im Osten und Westen von zwei kleinen, rechtwinklig angeordneten Flügeln flankiert werden. Im Osten steht noch ein verfallener rechteckiger Turm, der fälschlicherweise als Bergfried bezeichnet wird und im letzten Jahrhundert einige Meter unter dem Bodenniveau abgetragen wurde. Auf der gegenüberliegenden Seite wurde der Eingangspavillon ebenfalls abgerissen, um Baumaterial zu gewinnen. Nur im Süden blieb ein breiter, von Kellern durchbrochener Erdwall erhalten, der die Umfassungsmauer verdoppelte. Jenseits des Grabens erhob sich die Burgkirche Saint-Michel, die heute zu einem Wohnhaus umgebaut wurde. Der etwa 20 Meter breite und ursprünglich sehr tiefe Verteidigungsgraben umgibt die Burg auf drei Seiten. Bei Hochwasser wurde er periodisch vom Wasser des Flusses überschwemmt.

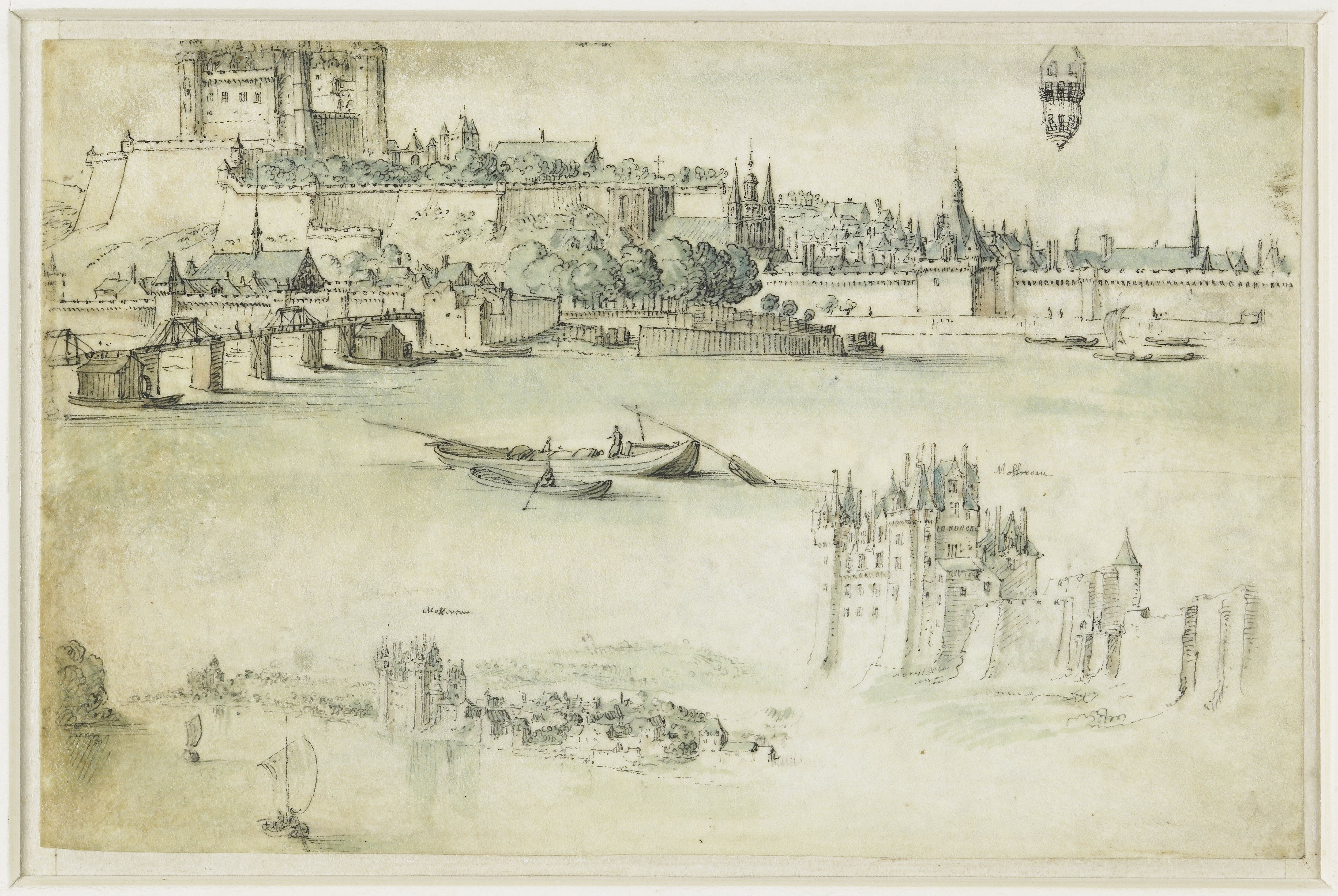
Loire Landschaft zeigt das Schloss von Saumur und das Schloss von Montsoreau, Tinte auf Pergament, ca. 1600–1650, Sammlung Rijksmuseum Amsterdam

Das gesamte Gebäude wurde aus weißem Tuffstein errichtet. Dieser weiche, poröse Kalkstein, der im Anjou und in der Touraine so häufig vorkommt, ist hier von sehr guter Qualität. Er wurde in tiefen unterirdischen Steinbrüchen abgebaut, die in unmittelbarer Nähe der Baustelle in die Klippen gehauen wurden, und zu Steinen von recht bescheidener Größe verarbeitet, die sich kaum von denen unterscheiden, die vor dem Hundertjährigen Krieg verwendet wurden. Die lapidaren Zeichen, römische Zahlen, die in die meisten Innenwände eingemeißelt sind, geben nicht die Identität der Steinmetze wieder, sondern zeigen die genaue Höhe der Steine an, was auf eine ausgeklügelte Organisation der Baustelle hindeutet. Die Dächer sind mit Angers-Schiefer gedeckt, wie es im gesamten Tal üblich war. Die Loire-Fassade mit ihren beiden massiven, rechteckigen, leicht vorspringenden Pavillons wirkt streng, was jedoch durch die breiten Fenster mit Sprossen und Querbalken deutlich abgemildert wird. Was sie jedoch vor allem von der dennoch nüchternen Hoffassade unterscheidet, ist die Bedeutung des unteren Teils der Mauer, der lediglich von kleinen Öffnungen durchbrochen ist; dies spiegelt in der Tat den Willen zu einer massiven Architektur wider, die dazu bestimmt ist, die Landschaft stark zu markieren. Die vertikalen Linien werden nicht durch Spannweiten hervorgehoben, sondern durch den Wehrgang, der eine klare horizontale Linie aufweist. Die Verteidigungsanlagen der Burg beschränken sich auf den tiefen Graben, einige Schießscharten und den von Maschikulis gekrönten Wehrgang. Diese werden von profilierten Konsolen getragen. Die Brüstung ist mit unterschiedlich geformten Spitzbögen verziert, die ein interessantes ästhetisches Anliegen der Bauherren erkennen lassen. Das Innere des Gebäudes weist bereits zur Bauzeit verschiedene Elemente auf, die auf den Wunsch nach Komfort hindeuten, wie z. B. die großen Fenster, die für eine gute Beleuchtung der Räume sorgen und über Sitzbänke verfügen, oder die 25 Schornsteine. Die Reste der bemalten Dekoration, die auf einigen Schornsteinen zu sehen sind, stammen aus der Zeit nach dem Bau, sie müssen aus dem 16. Jahrhundert stammen und die Anzahl der Skulpturen ist gering.
Die Latrinen befanden sich in kleinen Räumen an den Ecken der Pavillons und waren vom Erdgeschoss bis zum zweiten Stockwerk verteilt. Der Abfluss erfolgte über einfache vertikale Rohre direkt in die Loire. Der zurückliegende Ostflügel wurde später gebaut und weist ein ausgeklügelteres System auf.

### Standort der verschiedenen Gebäude

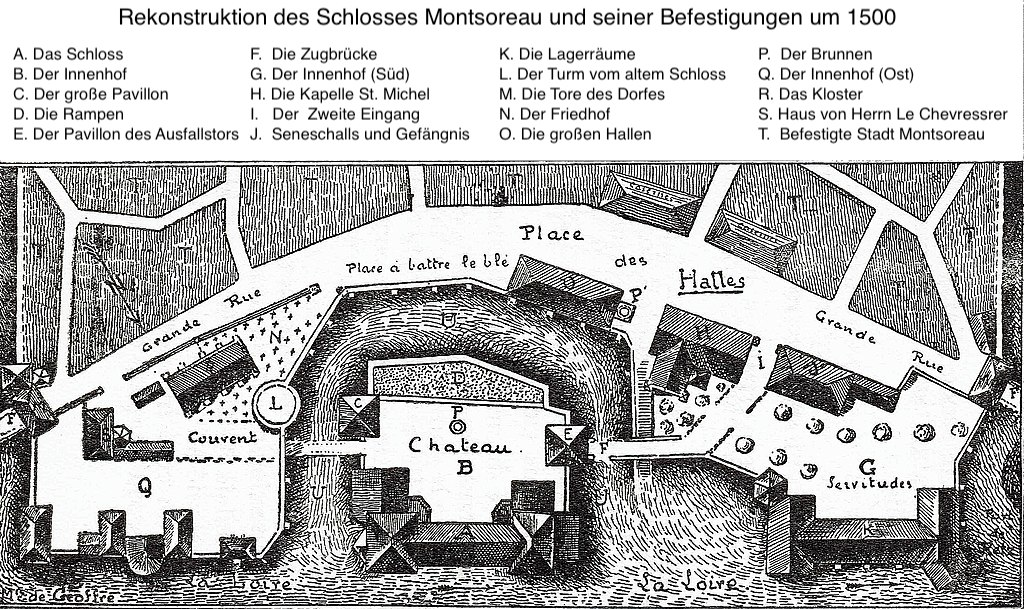
Rekonstruktion von dem Schloss Montsoreau und der Umgebung gegen 1500

#### Dienstgebäude

##### Eingangsportal
Der überdachte Durchgang am Eingang des Burggeländes, der einem Torhaus ähnelt, entspricht dem Gebäude des herrschaftlichen Gerichts von Montsoreau. Es markiert den Zugang zum Schlosshof.

##### Herrschaftliches Gericht
Das herrschaftliche Gerichtsgebäude bildet auch den Eingangsbereich der gesamten Burganlage. Das Gebäude stammt aus dem späten 15. Jahrhundert oder dem frühen 16. Jahrhundert. Es besitzt einige bemerkenswerte Elemente, insbesondere seine reich verzierte Holzfassade. Wie aus dem Geständnis von Jeanne Chabot, Dame von Montsoreau, an König René aus dem Jahr 1480 hervorgeht, verfügte die Baronie Montsoreau über die „Droictz de justice haulte, basse et moyenne“, die von den herrschaftlichen Beamten ausgeübt wurden. Das Gebäude wurde wahrscheinlich bis zum Ende des Ancien Régime weiter genutzt. Während der Revolution, als die herrschaftlichen Justizrechte abgeschafft wurden, wurde das Gebäude in Wohnhäuser und Läden (Schuster und Hutmacher) umgewandelt. Heute handelt es sich um ein privates Wohnhaus.

##### Palast des Seneschalls und Gefängnis
Die Unterkunft des Seneschalls ist mit dem herrschaftlichen Gericht zu verbinden, das sich einige Meter weiter befindet. Der Seneschallpalast wurde im 18. Jahrhundert umgebaut.

##### Zugbrücke
Im Westen verbindet die Zugbrücke den Hinterhof mit dem Schloss. Im 18. Jahrhundert wurde die Zugbrücke durch eine steinerne Schlafbrücke ersetzt.

##### Die Kastalkirche Notre-Dame du Boile
Die Kastell- und Pfarrkirche Notre-Dame du Boile und später Saint-Michel du Boile, auch Kapelle Saint-Michel genannt, wurde 1219 von Gautier von Montsoreau gegründet und am Gelenk zwischen dem Kastellvorhof und dem Marktplatz errichtet. Der Begriff „boile“ oder „baile“ bezieht sich auf den unteren Schlosshof. Sie war eines der wichtigsten Elemente des Schlosskomplexes der Herren von Montsoreau. Sie erfüllte die Funktion einer Kirche für die Pfarrei des Schlosses und bildete eine Enklave innerhalb der Pfarrei Saint-Pierre de Rest. Die Gemeindemitglieder waren die herrschaftliche Familie sowie die Offiziere und Bediensteten. Das Wappen der Familie von Chambes befindet sich übrigens auf dem Schlussstein des Gewölbes der Kapelle.
Im Mittelalter und in der Renaissance besaß die Kirche fünf Kapellen:
- eine Kapelle zu Ehren von Magdalene. Sie wurde von Renaud VII. Savary von Montbazon und seiner Frau Eustachie d’Anthenaise im 15. Jahrhundert gegründet;
- die Kapelle Saint-Nicolas;
- die Kapelle Les Perrins;
- die Kapelle Saint-Michel;
- die Kapelle Notre-Dame du Boile.

Die Kirche diente zwischen dem späten 15. und dem frühen 16. Jahrhundert auch als Begräbnisstätte und dynastische Nekropole für die Herren von Montsoreau. Im Jahr 1520 berichtet Marie von Châteaubriant, Dame von Montsoreau, über die dort befindlichen Grabstätten. Es handelt sich insbesondere um die von Jean III. von Chambes, Jean II. von Chambes und Jeanne Chabot. Sie trug dazu bei, dass das alte Dorf Rest von der kastellartigen Siedlung verdrängt wurde. Mit der Ankunft der Familie de Chambes erfuhr die Kirche große Veränderungen, von denen insbesondere der Glockenturm zeugt. Jahrhundert erhielt die Kirche den Namen Église Saint-Michel, was wahrscheinlich darauf zurückzuführen ist, dass Philippe und Charles von Chambes zu Rittern des Ordens von Saint-Michel geschlagen wurden. Die Kanoniker des Stiftskapitels von Sainte-Croix besetzten die Kirche im 16. und 17. Jahrhundert, nachdem die Stiftskirche Sainte-Croix zerstört worden war.
Das Gebäude ist heute ein privates Wohnhaus.

##### Stiftskirche Sainte-Croix
Jean III. von Chambes gründete zu seiner Lebzeit einen Kaplan, starb jedoch, bevor er sein Vorhaben vollenden konnte. Die Stiftskirche Sainte-Croix wurde posthum von seiner Witwe, Marie von Châteaubriant, Dame von Montsoreau, am 31. März 1520 gegründet. Sie hatte dort ein Kapitel mit einem Dekan und vier Kanonikern eingerichtet.
Anhand der erhaltenen Dokumente lässt sich die Stiftskirche genau an der Stelle lokalisieren, an der heute das Haus 10 rue Jehanne d’Arc, steht.
Die Stiftskirche Sainte-Croix diente ab 1520 als Begräbnisstätte und verfügte über einen kleinen angrenzenden Friedhof. Die Ansichten von 1636–40 und 1699 zeigen keinen Kreuzgang, doch der Name des auf seinen Ruinen errichteten Pfarrhaus „Les Cloistres“ könnte darauf hindeuten, dass es einen solchen gab. Nach einigen Jahrzehnten wurde die Stiftskirche während der Religionskriege geplündert und ruiniert. Im Jahr 1568 plünderten und ruinierten protestantische Truppen unter dem Kommando des Grafen von Montgommery die Kirche. Zu weiteren Beschädigungen kam es möglicherweise 1587, als Heinrich von Navarra, der spätere Heinrich IV., vor und nach seinem Sieg bei Coutras mehrmals durch Montsoreau zog. Während der Französischen Revolution wurden das Anwesen und seine Nebengebäude beschlagnahmt und am 11. November 1790 als Nationalgut verkauft.

##### Friedhof
Der Friedhof ist ab 1520 mit der Stiftskirche Sainte-Croix verbunden.

##### Unterer Burghof
Jenseits des Burggrabens befand sich der Unterhof, der in zwei Teile geteilt war und früher von Mauern umgeben war. Im Westen ist der Unterhof durch eine Zugbrücke mit dem Schloss verbunden.

##### Pavillon des Ausfallstors
Sperrbalken verteidigten das Ausfallstor, dieses öffnet sich zum Wassergraben hin, an der Spitze der eingekerbten Steilstufe des Tuffsteins.

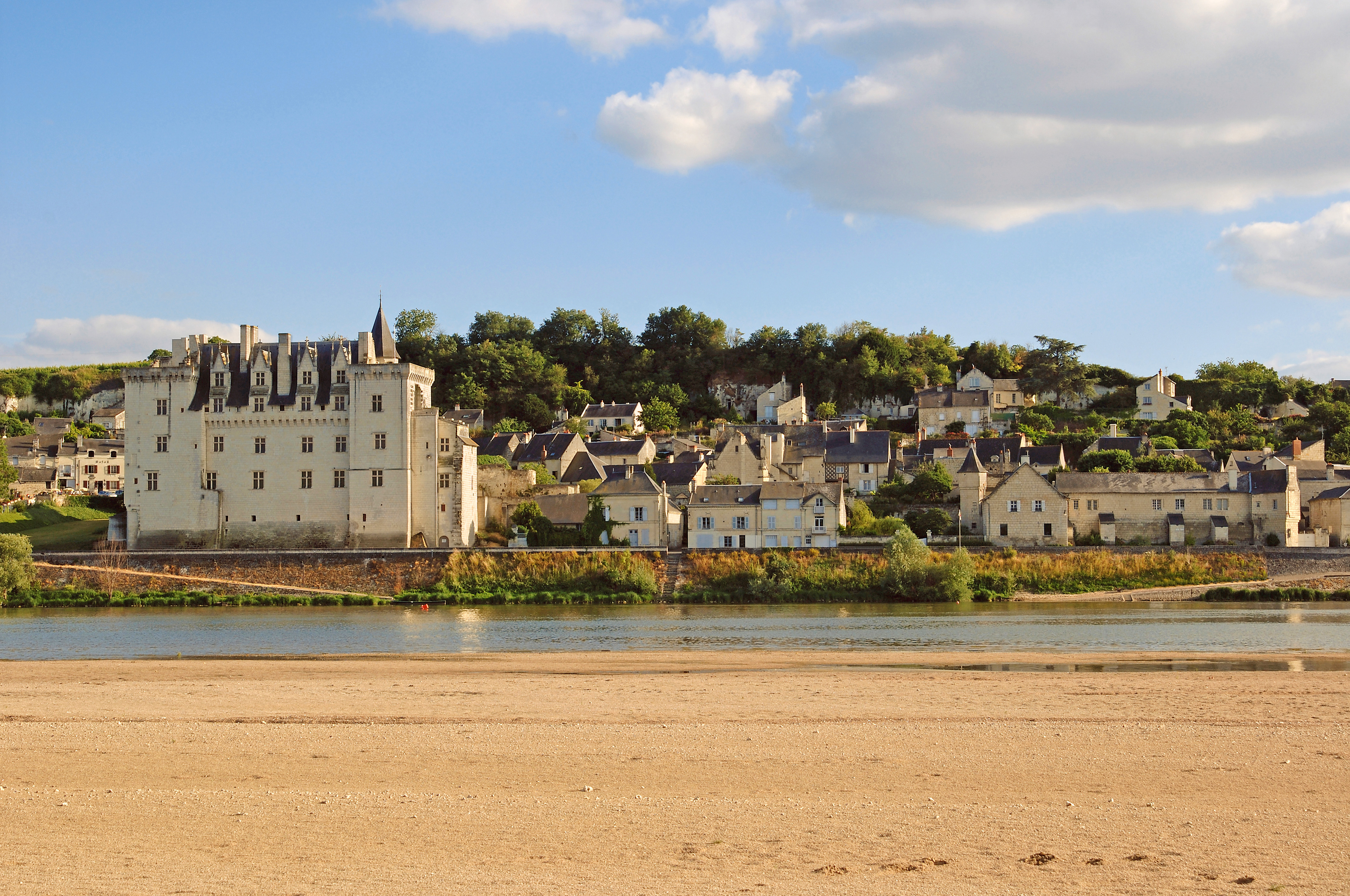
Hafen des Schlosses Montsoreau, der im 19. Jahrhundert wieder aufgebaut wurde

##### Schlosshafen
Der Schlosshafen von Montsoreau war in der Renaissance ein wichtiger Hafen mit regem Betrieb in Verbindung mit der Loire-Maut, die lotrecht über dem Schloss erhoben wurde. Im Jahr 1493 regelte ein Urteil des Parlaments die Gebühren, die in Montsoreau erhoben werden sollten.
Im Jahr 2017 wurde der Hafen auf Betreiben von Philippe Méaille, dem derzeitigen Besitzer des Schlosses, wieder für die Schifffahrt geöffnet. Es wurden Flusspendelbusse von Saumur aus eingerichtet. Sie setzen die Touristen direkt am Fuße des Schlosses ab.

##### Wachgebäude, Unterkünfte und Wirtschaftsgebäude
Diese Gebäude aus der zweiten Hälfte des 15. Jahrhunderts sind wichtige Bestandteile des unteren Schlosshofs. Sie bilden ein zusammenhängendes Ensemble von Nebengebäuden, die für Unterkunft und Lagerung bestimmt waren: Lager, Salzspeicher, Stallungen, Unterkunft eines Wächters, eine Struktur, die mit der Loire-Maut verbunden ist. Ein Teil dieser Wirtschaftsgebäude beherbergt heute die öffentliche Schule von Montsoreau.

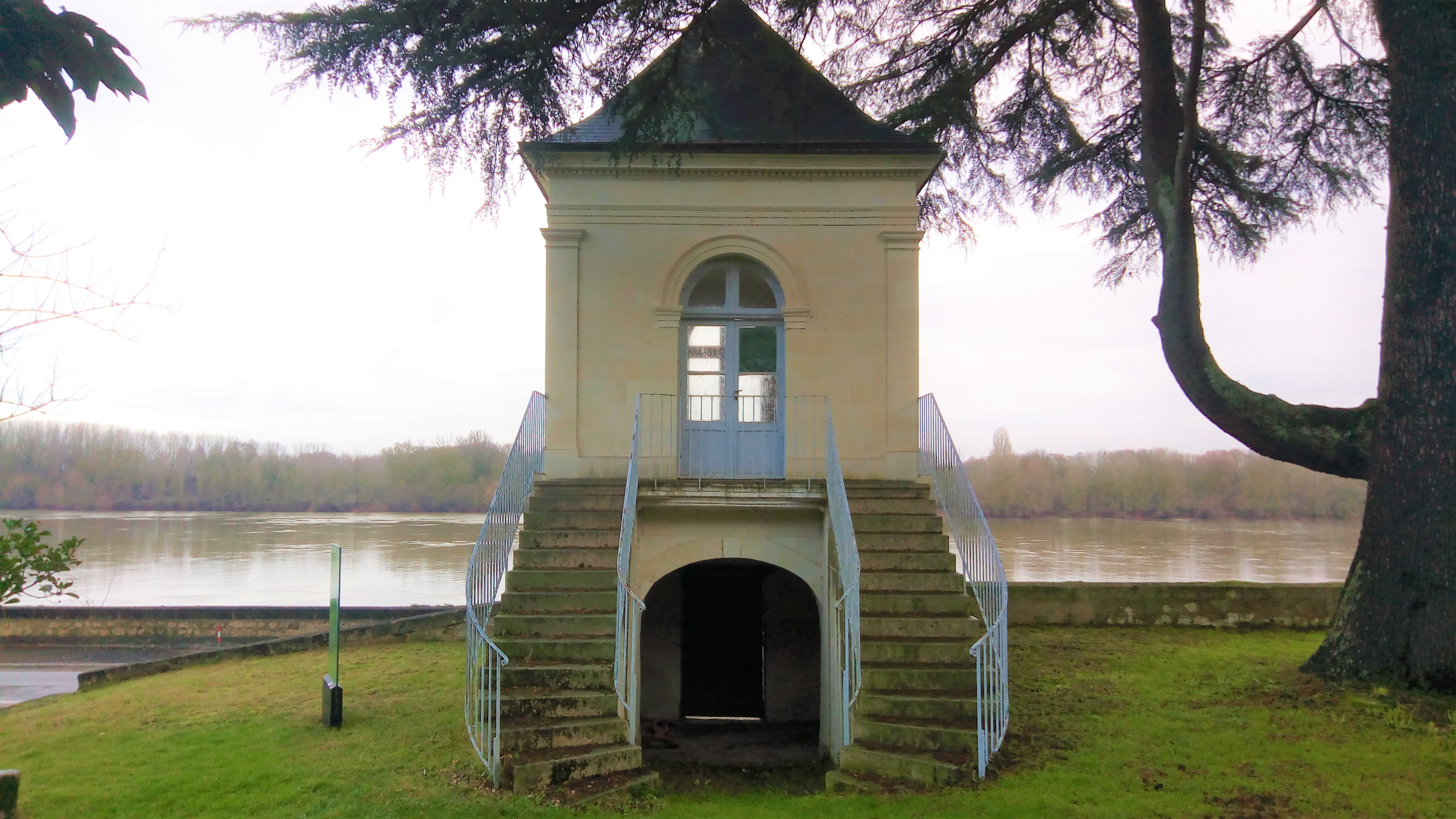
Die Gloriette in den Gärten vom Schloss, mit Blick auf die Loire

##### Gloriette
Diese im 18. oder 19. Jahrhundert erbaute Foly oder Gloriette am Ufer der Loire ist ein Zeugnis der neoklassischen Epoche, in der im Zuge der Romantik und der damit verbundenen elegischen Poesie, Tempel im antiken Stil errichtet wurden, die oft den Musen, Venus oder Apollon gewidmet waren. Manchmal dienten sie auch als Aussichtspunkt, von dem aus man die Schönheit der Natur bewundern konnte, wie hier, wo die Gloriette die Loire überblickt. Dieser Pavillon wurde mit einer Panoramatapete geschmückt, die 1853 von der Manufaktur Pignet hergestellt wurde und Rom, Paris und London zeigt. Die Loire wird mit der Seine, dem Tiber und der Themse verglichen.

#### Die Gärten

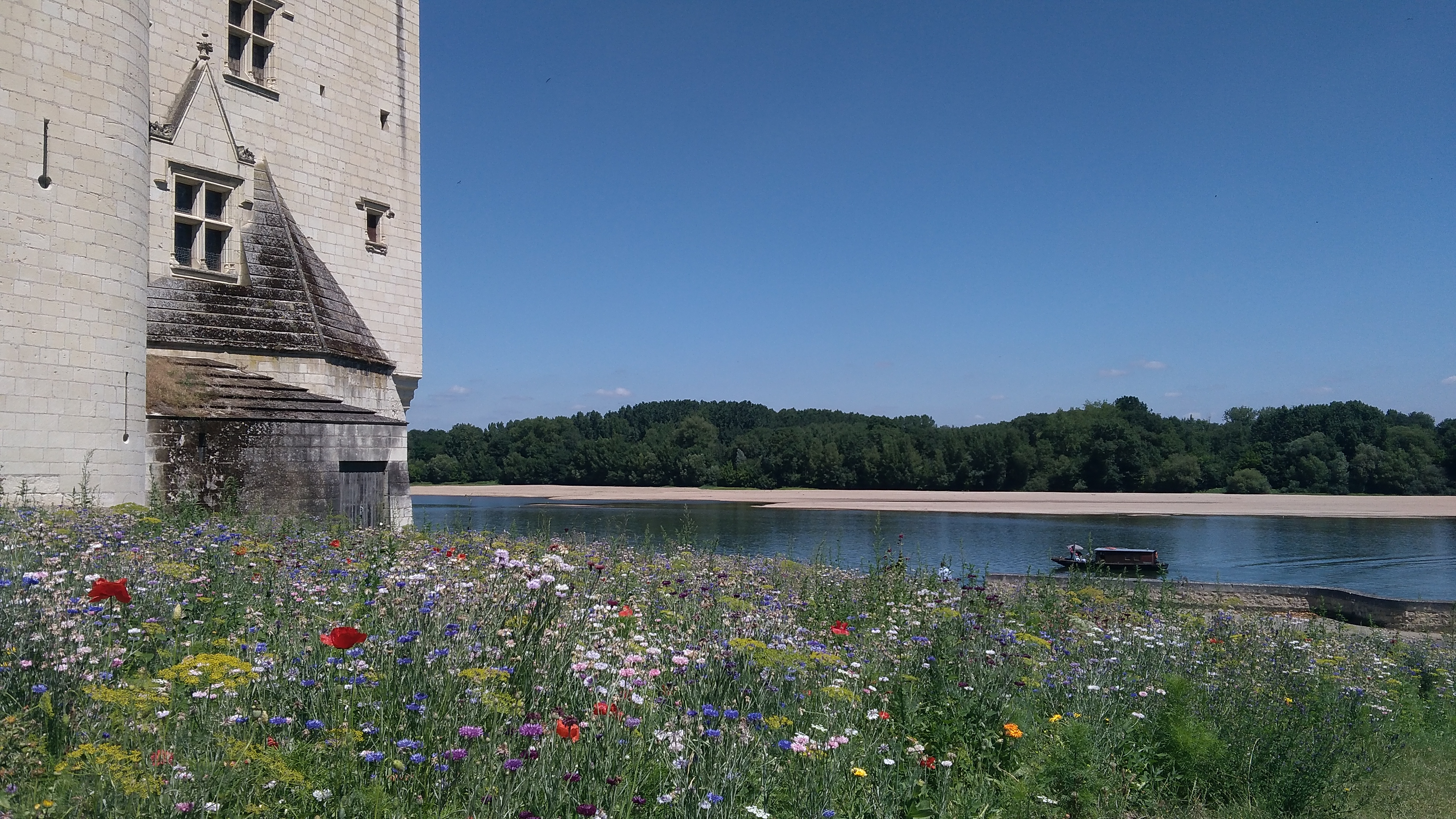
Wilde Gärten, die 2017 zu Ehren von Miriam Louisa Rothschild angelegt wurden

##### Gemüsegarten
Im 15. Jahrhundert befand sich in der Nähe der Schlossküche ein großer Gemüsegarten, der das Schloss mit Gemüse und Kräutern versorgte.

##### Weinkeller
Der Burggraben beherbergt im südlichen Teil einen tiefen Keller, der mit einem Tonnengewölbe mit Doppelstegen überdacht ist. Er diente wahrscheinlich als Lagerraum. Dieser Keller ist wahrscheinlich mit der Mautgebühr in Verbindung zu bringen, die die Herren von Montsoreau bis 1631 erhoben.

##### Wassergraben
Der etwa 20 Meter breite Verteidigungsgraben umschließt die Burg auf drei Seiten. Im Jahr 1450 waren die Gräben tiefer als die heute sichtbaren. Sie waren zeitweise trocken und führten Wasser, wenn die Loire Hochwasser führte.

### Stein- und Bleiwirtschaft
Der archäologische Dienst des Departements Maine-et-Loire schätzt, dass 92.000 Quadersteine für den Bau der Mauern des Hauptgebäudes verwendet wurden. Wenn man die Quadersteine für die Gewölbe und die Tuffsteinverkleidungen hinzurechnet, steigt die Schätzung auf 105.070 Blöcke. Insgesamt wurden für das Hauptgebäude 2.576 m³ Tuffstein für die Fassaden, 157 m³ für die Gewölbe und 72,5 m³ für die Bodenplatten verwendet. Für den Bau des Wohntrakts wurden 5.223 m³ Tuffstein benötigt, davon 2.805 m³ in Form von Quadersteinen und 2.418 m³ in Form von Bruchsteinen, was 7.573 Tonnen Stein entspricht. Das Gesamtvolumen der abgebauten Steine beträgt 8.000 m³, was etwa 15 Jahren Tätigkeit eines Steinbrucharbeiters entspricht.
Blei wurde für die Dachfirste, die Dachrinnen, die Buhnen und die Glasfenster verwendet. Zwischen dem Dach des Hauptgebäudes, den Pavillons der Türme und den Oberlichtern umfasst das Hauptgebäude insgesamt 300 laufende Meter an Firsten, Kehlen und Graten. Vierhundert Zentner (19,58 Tonnen) Blei wurden verwendet, um zwischen 350 m² und 450 m² Bleischichten mit einer Dicke von 4 bis 5 mm herzustellen. Jean II. de Chambes erhielt von König Karl VII. freien Verkehr für dieses Blei aus Lyon, das er auf dem Landweg nach Roanne und dann über die Loire nach Montsoreau brachte. Es ist wahrscheinlich, dass dieses Blei aus der Mine von Pampailly stammte, die damals Jacques Coeur gehörte, da selbst für eine so große Mine (Pampailly galt 1455 als eine der wichtigsten Minen des Königreichs) diese Mengen etwa sechs Monate Abbau/Produktion bedeuteten.

### Innenarchitektur

#### Zusammenstellung
Das Gebäude steht parallel zum Fluss am nördlichen Rand des Erdbodens, auf dem es errichtet wurde. Es besteht aus einem Hauptgebäude, das im Norden von zwei hohen quadratischen Türmen und im Süden von zwei Treppentürmen flankiert wird, die sich in die von zwei kurzen Flügeln gebildeten Ecken einfügen. Im Osten verbindet eine Mauer diesen Komplex mit den Überresten eines weiteren viereckigen Turms, der einst genauso hoch war wie die vorherigen. Im Westen befand sich der Eingang zum Hof. Ein Dokument aus den Jahren 1636–1640 zeigt einen schmalen, pavillonartig überdachten Durchgang mit Zugbrücke, der über eine zinnenbewehrte Mauer mit dem Wohnhaus verbunden war. Im Hof befindet sich ein zentraler Brunnen. Bei einem Besuch des Burggrabens kann man die Überreste einer mittelalterlichen Mauer sehen, die größtenteils eingestürzt ist und auf einer Erdaufschüttung ruht. Im hinteren Teil der Mauer befindet sich ebenfalls ein Erdwall, der von Kellern durchbrochen wurde, die die Stabilität des Ganzen beeinträchtigten. Jenseits des Wassergrabens, in Richtung Westen, sind noch einige Elemente des Hofes erhalten, darunter der Eingangskörper. Er blickt auf den Marktplatz und zeichnet sich durch eine schöne Holzverkleidung aus dem 16. Jahrhundert aus, in der Nähe einer Wohnung, die in der zweiten Hälfte des 15. Jahrhunderts auf ein älteres Gebäude aufgepfropft wurde. Ein langer, ebenfalls spätmittelalterlicher Baukörper, der im Norden auf starken Strebepfeilern ruht, enthielt ursprünglich Ställe, eine Unterkunft und eine Scheune, die später in eine Schule und ein Wohnhaus umgewandelt wurden. Das Gebäude weist einige bemerkenswerte Besonderheiten auf. Die wichtigste ist zweifellos die Anordnung des Bergfrieds, die auf der Höhe des Überhangs des zentralen Körpers und der Türme auf allen Seiten des Gebäudes, einschließlich des Hofes, verlaufen. Der an den beiden Türmen durchgehende Wehrgang des Hauptgebäudes wird durch die Dachluken unterbrochen und in einzelne, manchmal sehr kurze (1,7 bis 7 m) Segmente unterteilt. Die Oberlichter erzwingen diese originelle Anordnung. Die Suche nach Helligkeit und die Ordnung der Fassade haben den rein defensiven und funktionalen Aspekt des Wehrgangs abgelöst. Die dem Fluss zugewandte Nordfassade wirkt beeindruckender und strenger, da sie sich auf ein von Tagen durchbrochenes Sockelgeschoss stützt. Sie ist jedoch in jedem Stockwerk durch sechs große Kreuzbalken geöffnet, die annähernd in mehrere Gewölbe verteilt sind.

#### Raumaufteilung
Ein großer gewölbter Keller nimmt die gesamte Fläche des Wohnhauses und der Türme ein. Er befindet sich einige Meter über dem mittleren Flussniveau auf Höhe der Landstraße. Das Untergeschoss besitzt eine Öffnung, die früher auf die Loire hinausging und das Entladen der von den Schiffen transportierten Waren ermöglichte. Mehrere Treppen erschließen das Erdgeschoss des Gebäudes. Der nördliche Durchgang in der Mauer enthielt einen kleinen Überwachungsraum, der von Schießscharten durchbrochen war.
Die mittelalterliche Wendeltreppe bedient die verschiedenen Stockwerke des Schlosses, vom Keller bis zum Dachgeschoss. Sie ermöglicht den Zugang zum großen Saal und zu den verschiedenen Ebenen des westlichen Pavillons. Ein Teil des Gebäudes ist nur zugänglich, wenn man die Räume einzeln durchquert.
Das Hauptgebäude ruht auf mächtigen Kellern, die zum Hof hin unterirdisch sind und zur Loire hin kleine Öffnungen aufweisen. Vier unterschiedlich große Räume mit Rundbogengewölbe reihen sich aneinander. Die ursprüngliche Öffnung, die durch ein Verteidigungssystem geschützt war, öffnete sich nach Westen zum Fluss hin; sie lag einige Meter über dem Loire-Niveau und ermöglichte es den Schiffern, ihre Ladung zu entladen. Der heutige Zugang entstand erst im letzten Jahrhundert, als ein Weinhändler seine Fässer besser lagern wollte. Sowohl im Erdgeschoss als auch im ersten Stock ist das Hauptgebäude in zwei ungleich große Räume unterteilt. Der größere Raum wird von zwei Kaminen beheizt, einer im Norden, an der Fassade zur Loire hin, der andere im Osten, während der kleinere nur einen Kamin hat. Die beiden Pavillons bestehen jeweils aus einem einzigen Raum, der ebenfalls beheizt wird.
Da es keine Korridore gibt, sind die Räume auf jeder Etage miteinander verbunden, vom östlichen zum westlichen Pavillon. Die Eingangstür zu jedem Raum kann mit ein oder zwei Holzstangen verschlossen werden. Eine schmale Wendeltreppe nimmt die Nordostecke ein und erschließt die verschiedenen Stockwerke des östlichen Pavillons. Im ersten Stock ist der kleine Raum dieses Pavillons mit einer Gewölberippe versehen, was darauf schließen lässt, dass er als Oratorium diente.
Im zweiten Stockwerk ist der Grundriss auf die Räume des Hauptgebäudes und die Räume der beiden Pavillons und des zurückspringenden Südostflügels reduziert.
Dennoch bleiben defensive Elemente erhalten. Besonders erwähnenswert ist die Organisation der zweistufigen gotischen Dachgauben, die an der Nord- und Südfassade vorhanden sind. Während die oberen Dachgauben das Dachgeschoss beleuchten, fügen sich die unteren Dachgauben an der Stelle des Wehrgangs ein, um die Räume des Wohnhauses zu beleuchten. Der von Dachgauben unterbrochene Wehrgang ist somit in Abschnitte unterteilt.
Der östliche Pavillon besitzt noch einen Teil des dritten und vierten Stockwerks sowie eine originelle Anordnung des Wehrgangs, von hier aus konnten die wichtigsten Durchgangswege zu den Toren von Anjou überwacht werden. Die beiden Terrassen, die heute im oberen Teil der Pavillons angelegt sind, ermöglichen es, eine weite Landschaft zu überblicken und die Überwachungsfunktion der Burg besser zu verstehen: im Osten der Zusammenfluss von Loire und Vienne, im Norden das breite Flusstal und im Süden die kleine befestigte Stadt.

#### Entstehung der Renaissance-Architektur
Das Schloss Montsoreau ist neben dem Hôtel Jacques Coeur in Bourges (um 1443) und dem Schloss Châteaudun (um 1460) eines der frühesten Beispiele für diese auf Vergnügungen ausgerichtete Architektur. Tatsächlich lässt sich das Hauptgebäude leicht datieren, da in zwei königlichen Pässen aus dem Jahr 1455 der Transport von Blei und Holzbrettern im Rahmen der Bauarbeiten erwähnt wird. Die Priorität, die der Beleuchtung und der inneren Organisation des Wohnhauses auf Kosten einer rationalen defensiven Zirkulation eingeräumt wurde, sowie das originelle System der Dachgauben zeugen von dem Wunsch nach einem Gleichgewicht zwischen innerem Komfort und Ästhetik. Der Renaissanceturm ist ein weiteres Highlight des Schlosses. Die Struktur des Dekors, die durch ausgeprägte Gesimse skandiert wird, die gedrungenen Pilaster, die von Kapitellen durchschnitten werden, und die Behandlung von Motiven, die sich in nackten Rahmen abheben, kommen den bekannten Beispielen der französischen Frührenaissance nicht wirklich nahe.

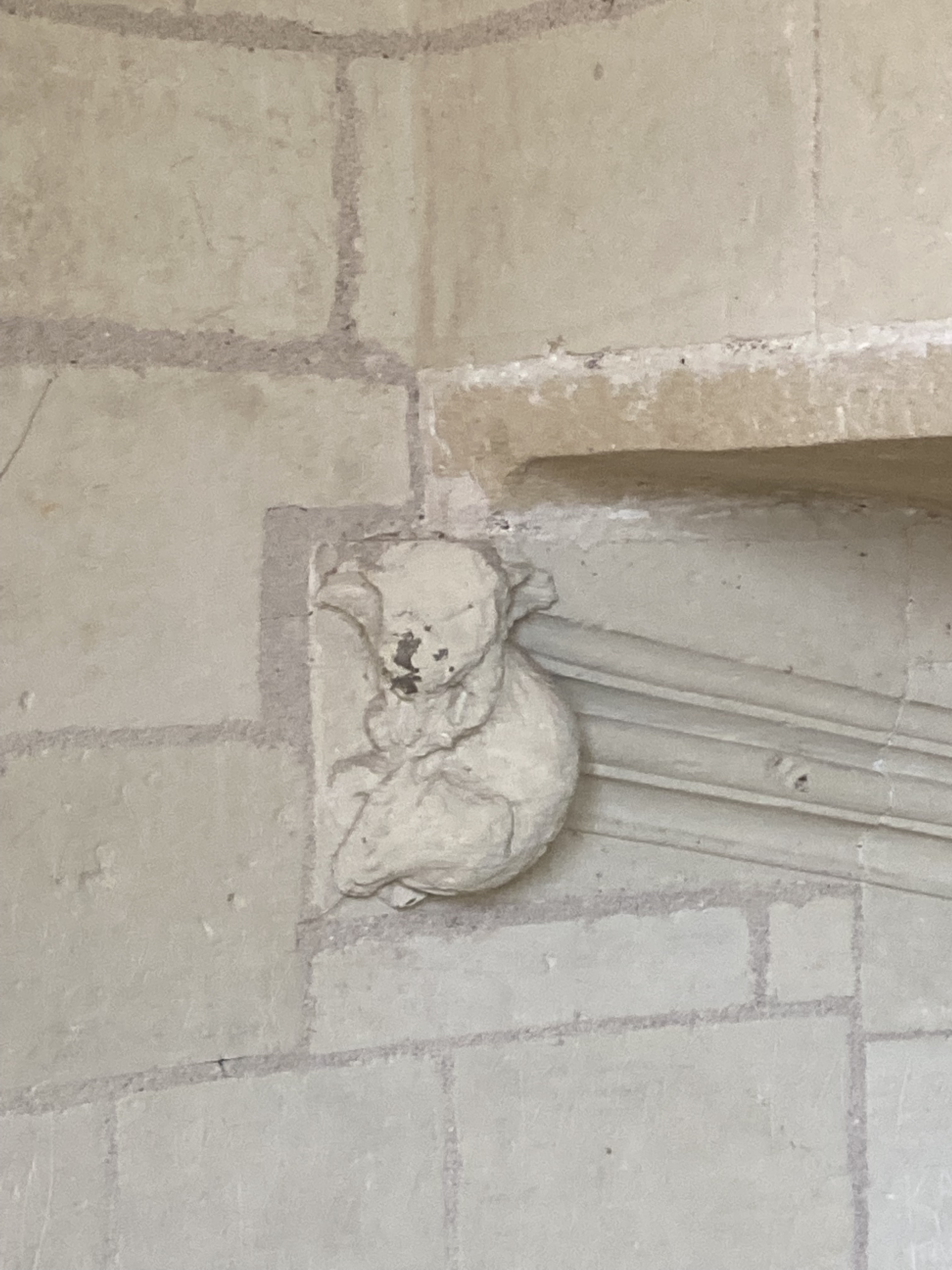
Der kleine Affe in dem Treppenturm des Schlosses von Montsoreau

Das achteckige Türmchen in der rechten Ecke der Hoffassade bildet einen Übergang von der Gotik zur Frührenaissance und ist für den späten Stil Ludwigs XII. charakteristisch. Die Wendeltreppe führt in das erste und zweite Stockwerk des Schlosses. Sie wird von einer Balustrade gekrönt, die aus zwei Reihen von Kronen aus Tuffstein besteht, die mit kreisförmigen Schieferplatten verschlossen sind, und endet mit einem schönen Palmengewölbe, dessen acht Rippen auf eine zentrale Säule zurückfallen, die den Kern der Treppe verlängert. Es gehört zu den vier einzigen Beispielen für Gewölbe dieser Art, die im Anjou bekannt sind, zusammen mit dem Schloss von König René in Baugé, dem Logis Barrault in Angers und dem Rathaus von Saumur. Außen wird das Korbbogentor von vier übereinanderliegenden Fenstern überragt, deren Sockel von verzierten Pilastern eingerahmt werden, um den vertikalen Schwung zu betonen. Das Dekor ist italienisch inspiriert und besteht aus Medaillons und manchmal komplexen Mustern. Das Band über dem unteren Fenster zeigt ein Gesicht in einem Medaillon, das von Putten eingerahmt wird. Über dem zweiten Fenster ist ein Helm von Ranken umgeben; ein Banner trägt die Inschrift „Chambes schreit“, eine Anspielung auf den Erbauer des Schlosses. Das Gesims des dritten Fensters zeigt eine besonders kuriose Szene: Unter einem breiten, im oberen Teil ausgebreiteten Band stehen sich zwei Affen zu beiden Seiten einer rätselhaften Darstellung gegenüber: Eines der Tiere hebt mithilfe einer Kette einen Stein an, auf dem ein kleiner Affe sitzt. Auf dem Band ist das Motto der Chambes „Je le feray“ zu lesen. Das hohe Fenster schließlich trägt über seinem Gesims einen ruhenden Hirsch, ein Symbol für die Jagd.
Die Muscheln auf dem Kordelzug und den Pilastern wurden hervorgehoben, wobei betont wurde, dass das Wappen des Hauses Laval-Loué, aus dem Anne von Laval, die Ehefrau von Philippe von Chambes, stammte, fünf silberne Muscheln enthielt. Die Treppe könnte also anlässlich ihrer Hochzeit im Jahr 1530 gebaut worden sein, doch die Ähnlichkeiten mit dem Dekor des Eingangspavillons des Schlosses Gaillon sprechen eher für ein etwas früheres Datum.
Wie dem auch sei, der Bau des Türmchens führte zum Durchbruch neuer Türen und vor allem zu einer Neuaufteilung der Räume, die den neuen Tendenzen des herrschaftlichen Wohnens besser entsprach. Trotz des Fehlens eines Verteilungskorridors konnte nun jeder Raum, mit Ausnahme des westlichsten, isoliert werden und direkt mit einer Treppe verbunden werden.

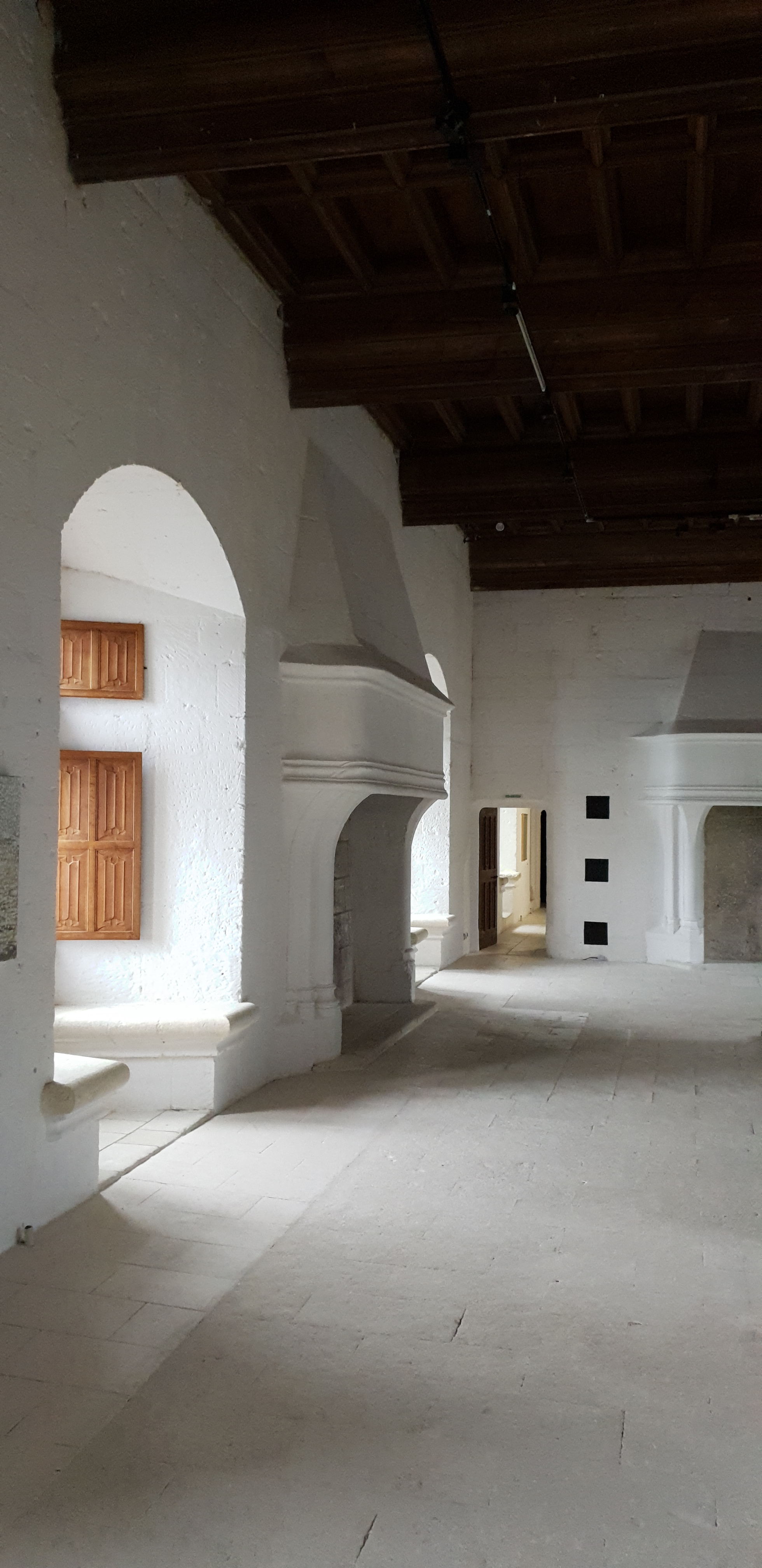
Die Kamine im Schloss von Montsoreau

Insgesamt ist Montsoreau ein schönes und seltenes Beispiel für ein Schloss, das unter der Herrschaft von Karl VII. errichtet wurde. Das Schloss wurde umfassend restauriert, sodass die Besucher heute die ganze Pracht dieses königlichen Bauwerks bewundern können. Die meisten dieser Restaurierungsarbeiten fanden zwischen 1923 und dem Zweiten Weltkrieg statt, die zweite zwischen 1997 und 2002. Mit Ausnahme der Fenster, Buchten und der Spitze des westlichen Pavillons sind die Restaurierungen oft sehr unauffällig. Die Betonbalken, die den Großteil der Holzteile der Decken ersetzen, sind perfekt imitiert, und es bedarf eines aufmerksamen Blicks, um die Originale von den Kopien zu unterscheiden. Dennoch kann man im westlichen Raum im zweiten Stockwerk die verschiedenen Stadien der Herstellung dieser Betonelemente beobachten. Der obere Teil des mittelalterlichen Treppentürmchens wurde ebenfalls rekonstruiert, um den Zugang zum oberen Teil des westlichen Pavillons zu ermöglichen.

#### Beschreibung

##### Kamine
Im Erdgeschoss wie auch im ersten Stock ist der zentrale Hauptbau in zwei ungleich große Räume unterteilt. Der größere Raum wird von zwei Kaminen beheizt, von denen einer im Norden an der Loire und der andere im Osten liegt, während der kleinere Raum nur einen Kamin hat. Die beiden Pavillons enthalten jeweils einen einzigen Raum, der ebenfalls beheizt wird. Um 1450 besaß das Schloss etwa 25 Schornsteine. Die Kamineinfassung in einem der Gewölberäume im Erdgeschoss zeigt ein Fresko aus dem 16. Jahrhundert. In einem Medaillon, das von mit Bändern zusammengebundenen Blättern und Früchten umgeben ist, ist ein auf dem Rücken liegender Krieger zu sehen. Eine Figur im Hirtenkostüm ist dabei, ihn zu schlagen. Es handelt sich wahrscheinlich um eine Darstellung von David und Goliath. Darüber befindet sich das Wappen der Familie von Chambes: der silberne, geschmückte und gekrönte Löwe sowie die St.-Michaels-Kette mit dem Motto „Lenitate vel vi“. Im Jahr 2016 wurde bei Umbauarbeiten im Rahmen der Eröffnung des Museums für zeitgenössische Kunst in einem der Räume im Erdgeschoss des Schlosses ein Kamin aus dem 15. Jahrhundert.

##### Treppenturm aus der Renaissance
Um 1515–1530 wurde in der östlichen Ecke ein polygonaler Treppenturm mit einer Wendeltreppe mit Gipfelpalme hinzugefügt. Er dient den herrschaftlichen Gemächern und zeigt die Entwicklung des Wohnens hin zu einer größeren Sorge um die Privatsphäre.

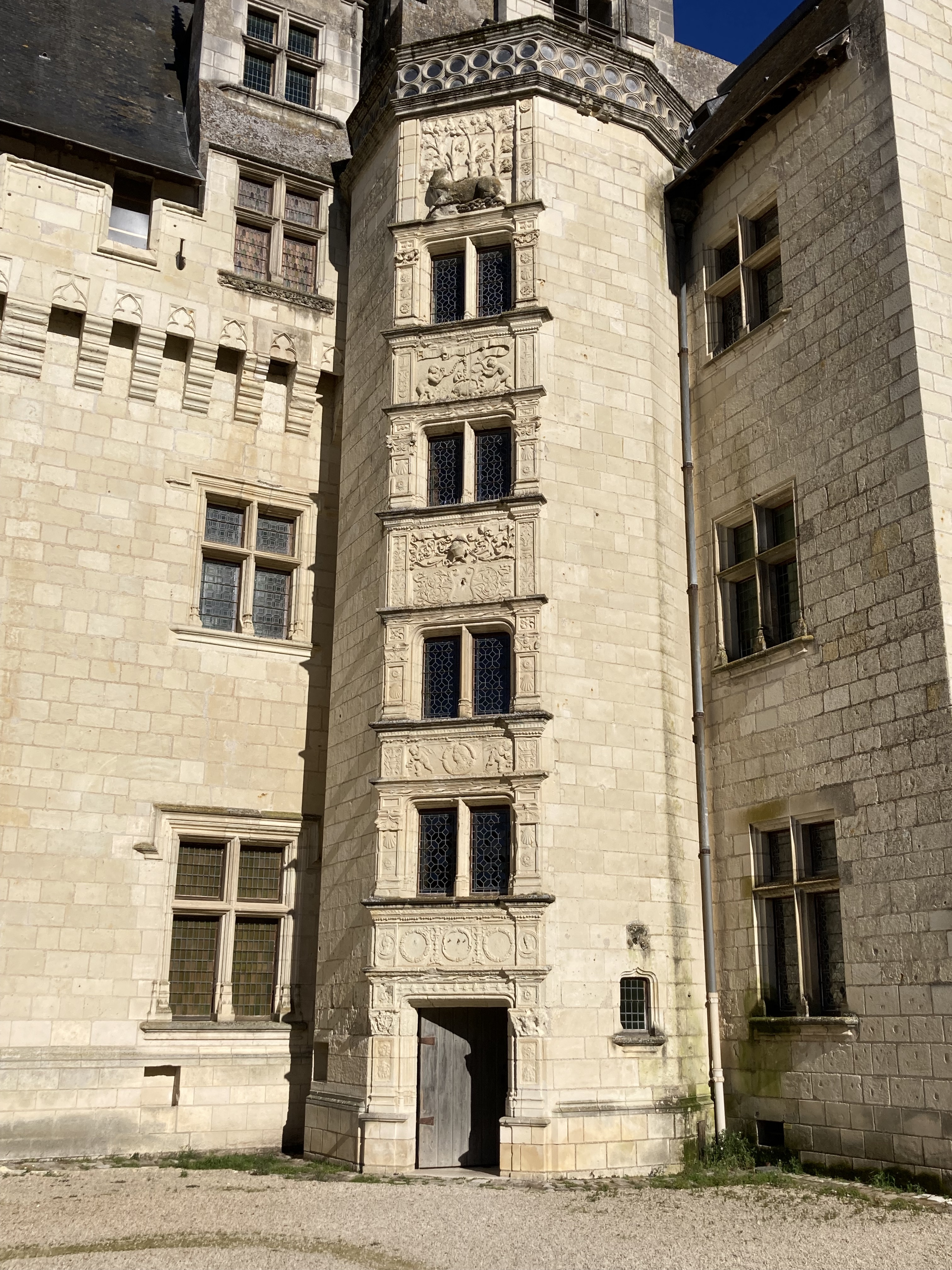
Der Turm im Renaissancestil von dem Schloss von Montsoreau

Das achteckige Türmchen in der rechten Ecke der Hoffassade bildet einen Übergang von der Gotik zur Frührenaissance und ist für den späten Stil Ludwigs XII. charakteristisch. Seine Wendeltreppe führt in die erste und zweite Etage des Schlosses. Sie wird von einer Balustrade gekrönt, die aus zwei Reihen von Kronen aus Tuffstein besteht, die mit kreisförmigen Schieferplatten verschlossen sind, und endet mit einem schönen Palmengewölbe, dessen acht Rippen auf eine zentrale Säule zurückfallen, die den Kern der Treppe verlängert. Es gehört zu den vier einzigen Beispielen für Gewölbe dieser Art, die im Anjou bekannt sind, zusammen mit dem Schloss von König René in Baugé, dem Logis Barrault in Angers und dem Rathaus von Saumur. Außen wird das Korbbogentor von vier übereinanderliegenden Fenstern überragt, deren Sockel von verzierten Pilastern eingerahmt werden, um den vertikalen Schwung zu betonen. Die Dekoration ist italienisch inspiriert und besteht aus Medaillons und manchmal komplexen Mustern. Es ist anzunehmen, dass die Medaillons die Herren von Montsoreau darstellten: Jean III. von Chambes und seine Frau Marie von Châteaubriant. Das Band über dem unteren Fenster zeigt ein Gesicht in einem Medaillon, das von Putti eingerahmt wird. Über dem zweiten Fenster ist ein Helm von Ranken umgeben; ein Banner trägt die Aufschrift „Chambes crie“, eine Anspielung auf den Erbauer des Schlosses. Das Gesims des dritten Fensters zeigt eine besonders kuriose Szene: Unter einem breiten, im oberen Teil ausgebreiteten Band stehen sich zwei Affen zu beiden Seiten einer rätselhaften Darstellung gegenüber. Eines der Tiere hebt mithilfe einer Kette ein Gewicht, auf dem ein kleiner Affe sitzt. Dabei soll es sich um eine Hebevorrichtung handeln, die auch als „Affe“ bezeichnet wird. Auf dem Band ist das Motto der Chambes „Je le feray“ zu lesen. Das hohe Fenster schließlich trägt über seinem Gesims einen ruhenden Hirsch, ein Jagdsymbol.

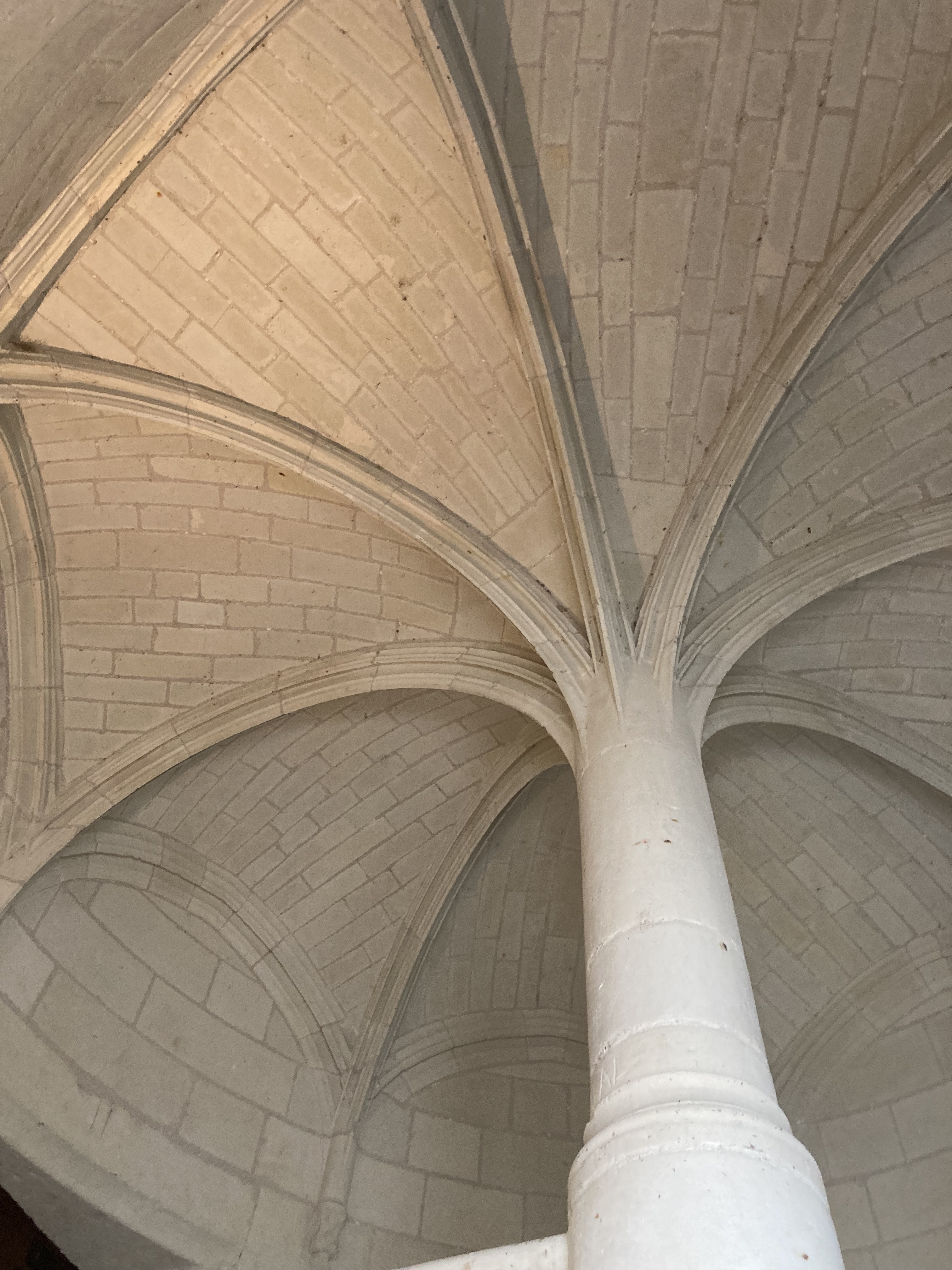
Das Palmengewölbe im Schloss von Montsoreau

Die Muscheln auf dem Kordelzug und den Pilastern wurden hervorgehoben, wobei betont wurde, dass das Wappen des Hauses Laval-Loué, aus dem Anne de Laval, die Ehefrau von Philippe de Chambes, stammte, fünf silberne Muscheln enthielt. Die Treppe könnte also anlässlich ihrer Hochzeit im Jahr 1530 gebaut worden sein, aber die Ähnlichkeit mit dem Dekor des Eingangspavillons des Schlosses von Gaillon spricht eher für ein etwas früheres Datum.
Wie dem auch sei, der Bau des Türmchens führte zum Durchbruch neuer Türen und vor allem zu einer Neuaufteilung der Räume, die den neuen Tendenzen des herrschaftlichen Wohnens besser entsprach. Trotz des Fehlens eines Verteilungskorridors konnte jeder Raum, mit Ausnahme des westlichsten, isoliert werden und direkt mit einer Treppe verbunden werden.

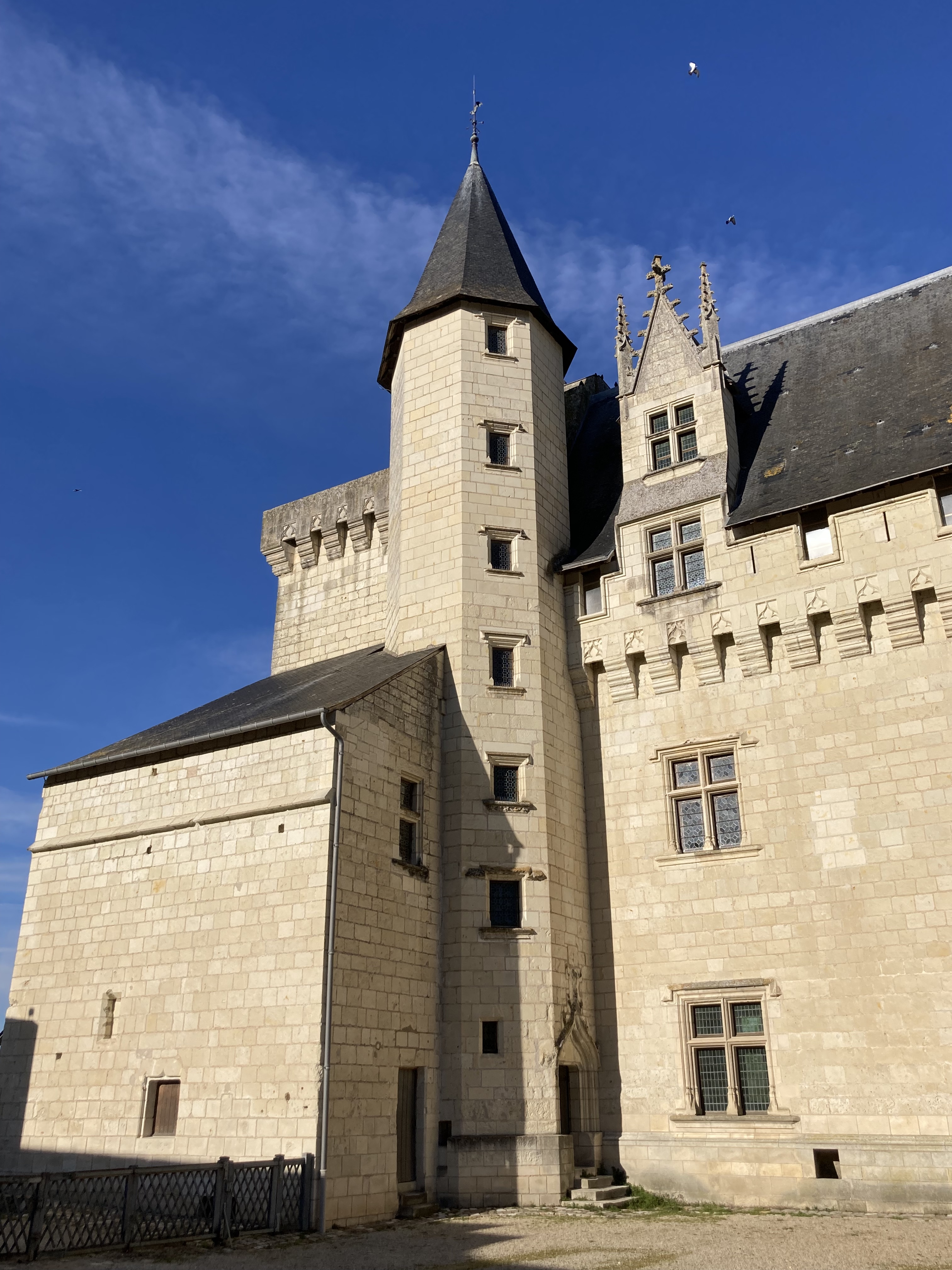
Der mittelalterliche Turm (ca. 1450) des Schlosses Montsoreau

##### Palmengewölbe
Die Renaissancetreppe endet in einem wunderschönen Palmengewölbe, dessen acht Rippen auf eine zentrale Säule zurückfallen, die den Kern der Treppe verlängert. Ein solches Gewölbe gibt es auch in Angers im Logis Barrault, im Schloss Baugé sowie in der nahegelegenen Stiftskirche von Candes-saint-Martin.

##### Mittelalterlicher Treppenturm
Der mittelalterliche Treppenturm wurde ca. 1450 errichtet. Die Wendeltreppe ist gut durchbrochen und bedient die verschiedenen Stockwerke des Schlosses, vom Keller bis zum Dachgeschoss. Sie ermöglicht den Zugang zum großen Saal und zu den verschiedenen Ebenen des Westpavillons. Ein Teil des Gebäudes ist nur zugänglich, wenn man die Räume einzeln durchquert.

##### Keller
Der Hauptbau ruht auf imposanten 310 m² großen Kellern, die zum Hof hin unterirdisch liegen und zur Loire hin von kleinen Buchten durchbrochen werden. Aufgrund des Montsoreau-Felsens mussten die Architekten das Bodenniveau der Keller unter den östlichen und südwestlichen Erweiterungen anheben. Vier rundgewölbte Räume unterschiedlicher Größe reihen sich hier aneinander.
Die ursprüngliche Öffnung, die durch ein Verteidigungssystem geschützt war, öffnete sich nach Westen zum Fluss hin, sie lag einige Meter über dem Niveau der Loire und ermöglichte es den Schiffern, ihre Ladung zu löschen. Der heutige Zugang entstand erst im letzten Jahrhundert, als ein Weinhändler seine Fässer besser lagern wollte.

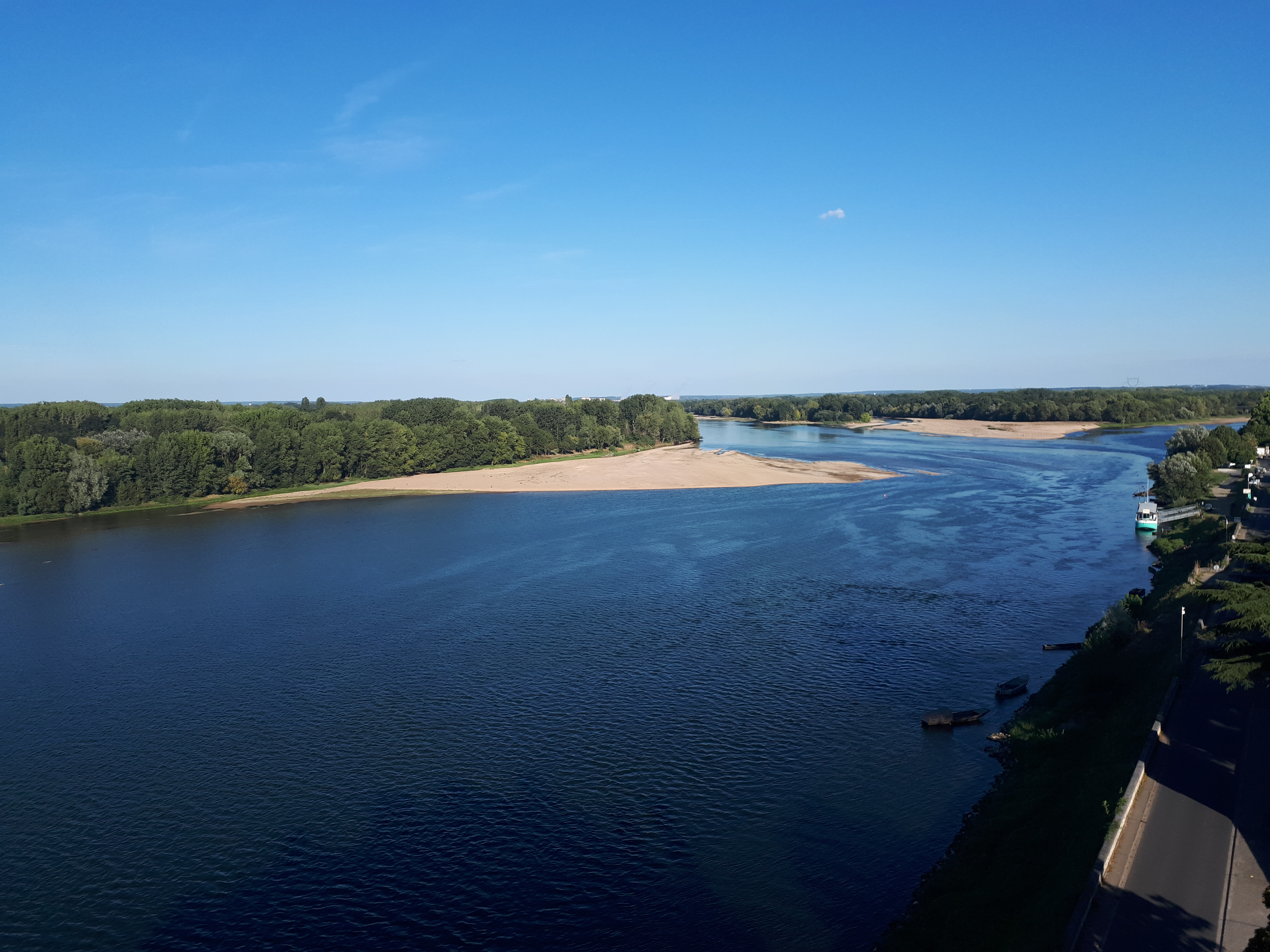
Die Sicht auf die Loire und die Vienne von den Dächern aus

##### Die Nordfassade
Im Norden, an der Loire-Seite, erhebt sich das Hauptgebäude zwischen zwei Pavillons, die im Osten und Westen von zwei kleinen Flügeln flankiert werden, welche in einem Winkel angeordnet sind. Die Fassade ist mit breiten Sprossenfenstern und Querbalken geschmückt.

##### Eckpavillons

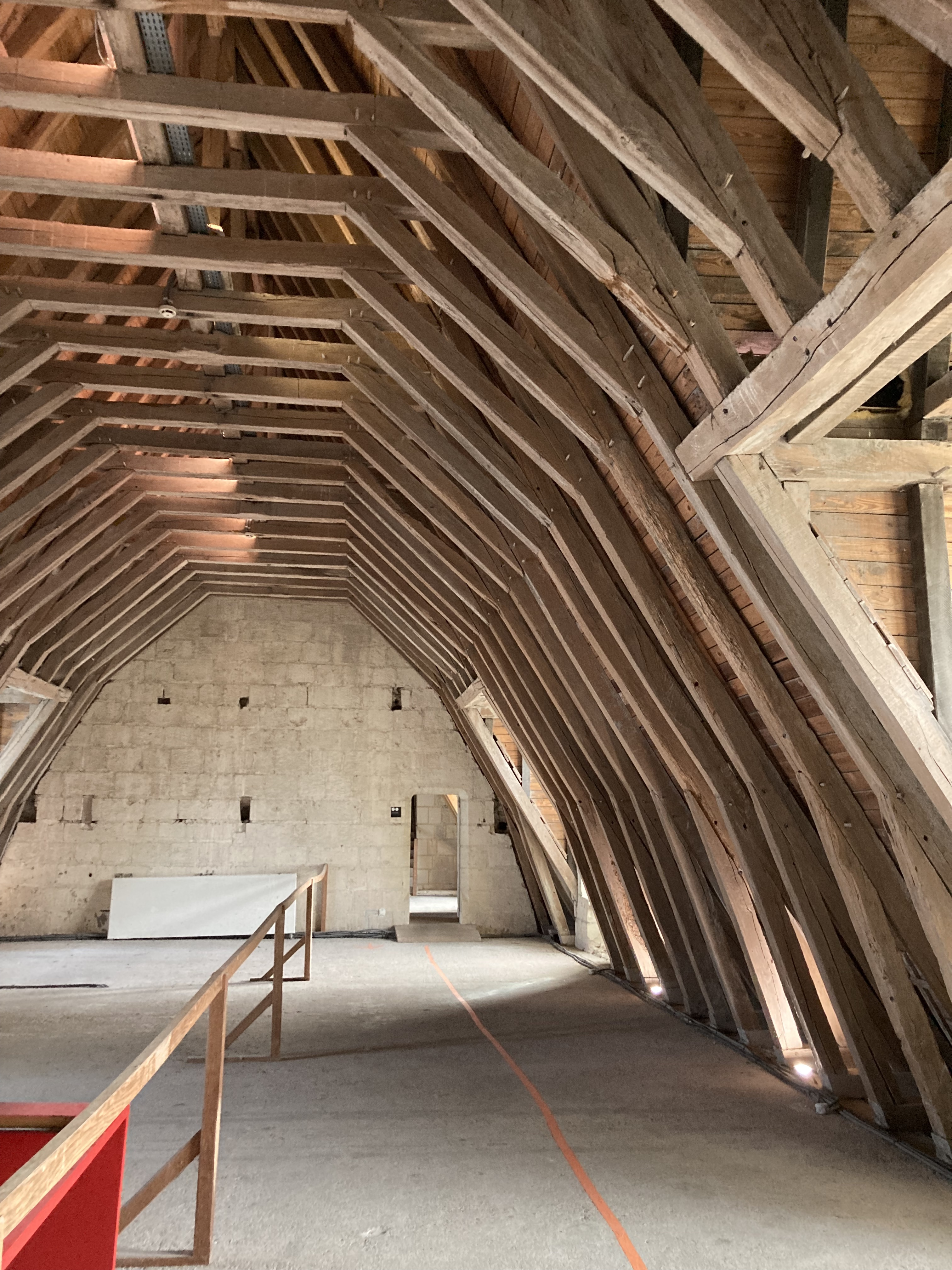
Das Dachgeschoss und der Dachstuhl aus Holz

Der östliche Pavillon besitzt noch einen Teil des dritten und vierten Stockwerks sowie eine originelle Anordnung des Wehrgangs. Von hier aus konnten die wichtigsten Durchgangswege an den Toren des Anjou überwacht werden. Die beiden Terrassen, die heute im oberen Teil der Pavillons angelegt sind, ermöglichen es, eine weite Landschaft zu überblicken und die Überwachungsfunktion der Burg besser zu verstehen: im Osten der Zusammenfluss von Loire und Vienne, im Norden das breite Flusstal und im Süden die kleine befestigte Stadt.

##### Dachgeschoss
Für den Dachstuhl wurden etwa 630 Bäume gefällt, für die Fußböden 329. Im Dachgeschoss, dem heutigen großen Saal, ist ein Teil des ursprünglichen Dachstuhls erhalten geblieben; er besteht aus Eichenholz und wird als Sparrenfachwerk bezeichnet, da das hölzerne Fachwerk keine großen Teile hat, sondern aus ziemlich eng beieinander liegenden Sparren besteht, wobei die Dachlatten die Dachbinder zusammenhalten. Der kleine Raum, der auf die heutige Terrasse blickt, erhielt dagegen eine Betonkonstruktion.

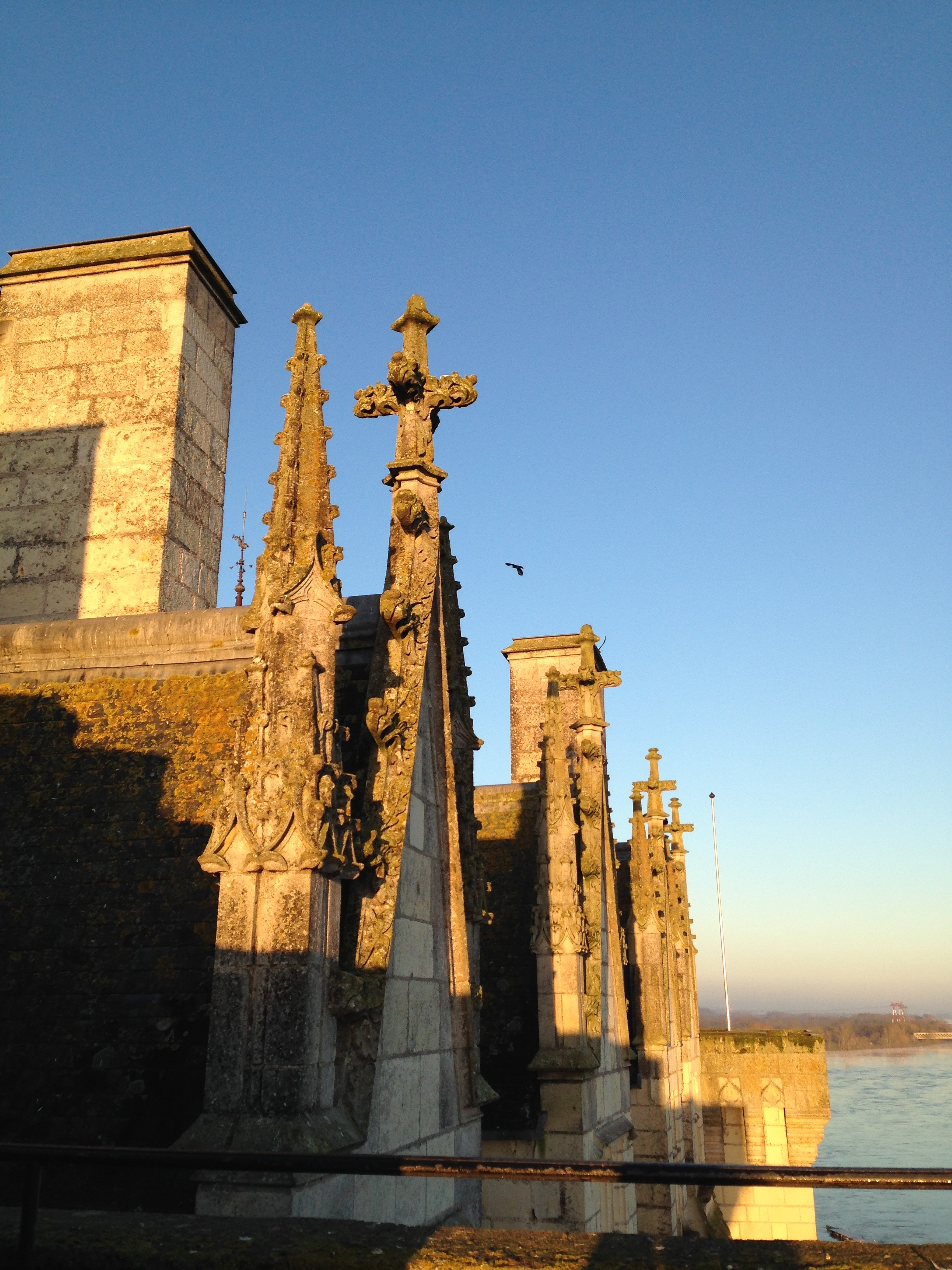
Die Dachgauben auf der Nordfassade des Schlosses

##### Dachgauben
Besonders erwähnenswert ist die Anordnung der zweistöckigen gotischen Dachgauben an der Nord- und Südfassade. Es gibt zwölf Dachgauben. Die oberen Gauben erhellen den Dachboden, während die unteren Gauben an der Stelle des Wehrgangs eingefügt wurden, um die Räume des Wohnhauses zu beleuchten. Die Tympana der Dachgauben sind mit gotischen Haken verziert und die hölzernen Innenfensterläden, die in allen Räumen des Schlosses zu finden sind, sind mit geschnitzten Motiven in Form von Serviettenfalten verziert, die für den gotischen Stil charakteristisch sind.

##### Rundweg
Der von Oberlichtern durchbrochene Wehrgang ist somit in Abschnitte unterteilt. Jeder Abschnitt, der zwischen 2,1 und 7 m lang ist, ist nur von einem einzigen Raum aus zugänglich. Nur die beiden Räume des Hauptgebäudes sind über den Wehrgang im Norden miteinander verbunden. Dies könnte der Grund dafür sein, dass im Wachraum der nördliche Kamin nach Westen verlegt wurde. In den Türmen, die das Wohnhaus einrahmen, scheint sich der Wehrgang hinter den offenen Fenstern in der Brüstung fortgesetzt zu haben, wie im Schloss von Azay le Rideau.

##### Maschikulis

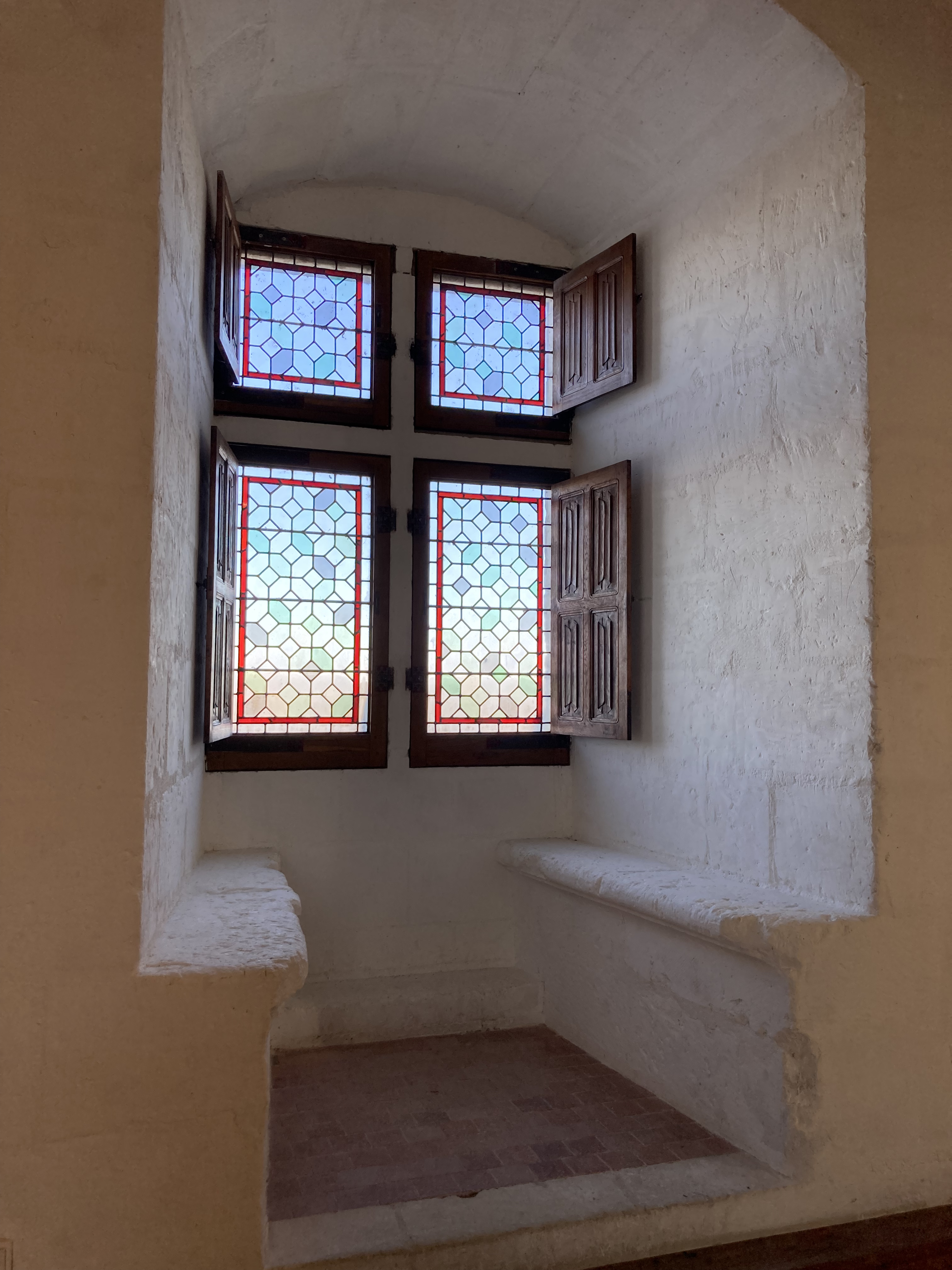
Eine Fensterbank gab die Möglichkeit zu lesen.

Das Schloss besitzt 420 Elemente von Maschikulikonsolen. Der Wehrgang verfügt über Maschikulis, die von der Südfassade des Schlosses aus sichtbar sind. Es ist jedoch zu beachten, dass der Zugang zu den Maschikulis, Zinnen und Schießscharten auf einem Weg erfolgt, der ständig durch die Öffnungen der hohen Dachfenster behindert wird.

##### Küchen
Die Küchen des Schlosses befinden sich auf der Höhe des Ostturms. Sie sind vom Hauptgebäude getrennt, wie es der mittelalterlichen Tradition entspricht. Sie zeugen von der großen Bedeutung, die dem Speiseplan in der Renaissance beigemessen wurde. Die Küchen sind mit zwei Wandkaminen ausgestattet. Außerdem sind Nebenräume zu erkennen: Wurstküche, Gemüsegarten.

##### Fensterbänke
Von Anfang an weist das Innere des Gebäudes Elemente auf, die den Wunsch nach Komfort widerspiegeln, wie die großen Fenster, die für viel Licht in den Räumen sorgen, und die Steinbänke, die in ihre Laibungen eingepasst und in das Mauerwerk integriert wurden. Die breiten Fenster werden von doppelten, einander gegenüberliegenden Fensterbänken flankiert. Je nach Raum des Schlosses handelte es sich dabei um „Wachbänke“, die zur Überwachung dienten, oder um privilegierte Orte, an denen man das natürliche Außenlicht zum Lesen und Schreiben nutzen konnte.

## Château de Montsoreau in der Kunst

#### Alexandre Dumas

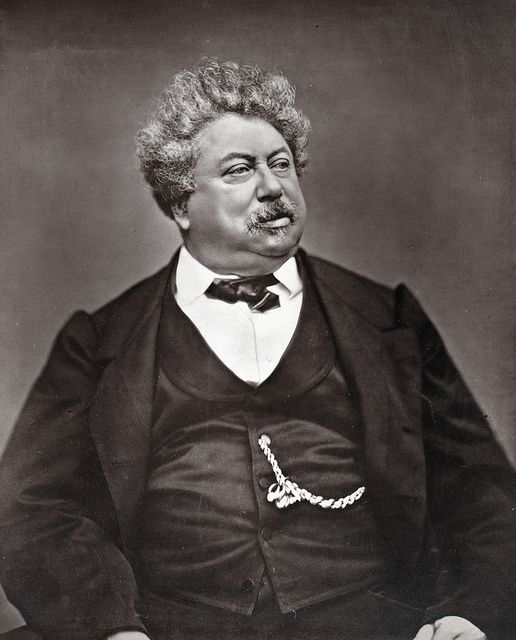
Alexandre Dumas

Obwohl in Alexandre Dumas’ Roman Die Dame von Monsoreau, der zwischen 1845 und 1846 geschrieben wurde, das Schloss Montsoreau nicht vorkommt, trug der Roman erheblich zu dessen Berühmtheit bei, da er die Herrschaft Montsoreau in den Vordergrund seiner Geschichte stellte. Im weiteren Sinne ist der Roman Teil einer Trilogie, die sich mit den Religionskriegen in Frankreich befasst, zusammen mit den beiden anderen Romanen La Reine Margot und Les Quarante-cinq. Alexandre Dumas entwickelt die französische Geschichte wie üblich auf freie Weise zu einem Roman. Montsoreau, der aus erzählerischen Gründen Monsoreau geschrieben wurde, taucht in La Reine Margot nicht auf, ist aber in den beiden anderen Teilen der Saga präsent. Diese Trilogie der Valois ermöglicht es Dumas, die große Geschichte mit der kleinen Geschichte zu verknüpfen, indem er ausgehend von der Dame von Monsoreau drei wichtige Personen des französischen Hofes einführt, Louis de Bussy d’Amboise, Françoise de Maridor (Diane de Méridor, die Dame von Monsoreau) und Charles de Chambes (der Graf von Monsoreau), wodurch an die Bedeutung der Herrschaft Montsoreau in der Mitte des 16. Jahrhunderts und an die zentrale Rolle erinnert wird, die Jean IV de Chambes bei der Durchführung des angevinischen Bartholomäustags spielte. In der Tat wird diese historische Figur von Dumas auf erschreckende Weise dargestellt. Die Liebesgeschichte zwischen seiner Frau Diane de Méridor und Bussy ist für Dumas die Gelegenheit, diese historische Figur, die für das Massaker an den angevinischen Protestanten in Angers und Saumur verantwortlich war, zu exhumieren. Seinem Eifer ist es übrigens zu verdanken, dass die Herrschaft Montsoreau, bis dahin eine Baronie, vom französischen König in den Rang einer Grafschaft erhoben wurde. So richtet er den Liebhaber seiner Frau auf speditive Weise hin. Der Roman spielt hauptsächlich in Paris und im Anjou.
Die Dame von Monsoreau ist ein historischer Roman, der in Form eines Feuilletons in der Zeitung Le Constitutionnel erschien und zwei Handlungsstränge miteinander verknüpft:

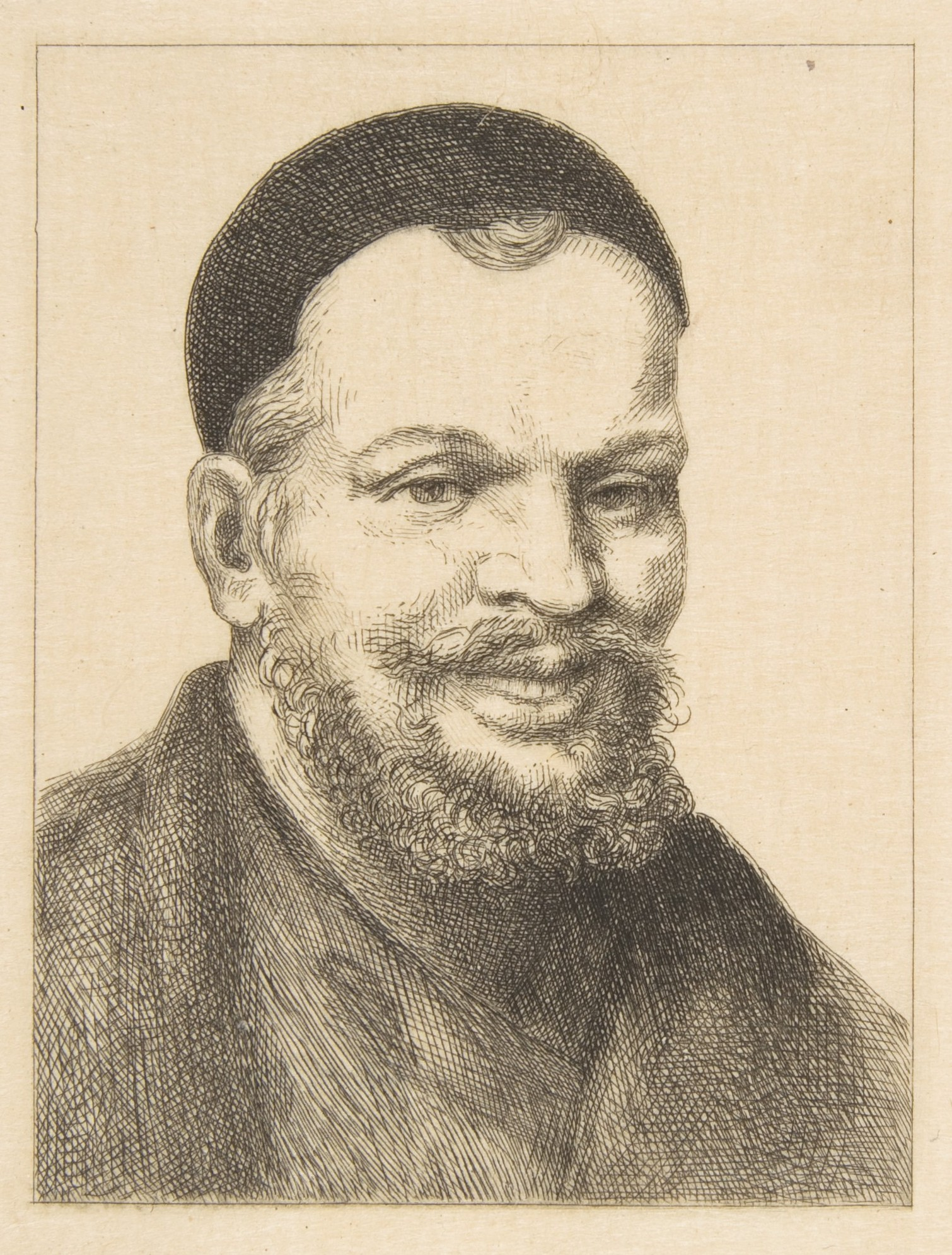
François Rabelais

- Eine Liebesgeschichte zwischen Louis de Clermont, dem Herrn von Bussy d’Amboise, und Diane de Méridor, der Frau des Grafen von Monsoreau (Charles de Chambes, Comte de Montsoreau heiratete 1576 Françoise de Maridor). Louis de Clermont, genannt Bussy d’Amboise, verliebt sich in diese. Bussy vertraut sich François, dem Herzog von Anjou, an, der dies seinem Bruder, König Henri III., erzählt. Heinrich III. macht daraufhin einen schlechten Witz über Charles de Chambes, der bis zu dessen Ohren dringt. Um sich zu rächen, beschließt Charles de Chambes, Bussy d’Amboise eine Falle zu stellen. Er zwingt seine Frau, sich mit ihm zu verabreden und ermordet sie;

- Eine politische Intrige, in der die politischen und religiösen Unruhen unter der Herrschaft von Heinrich III. dargestellt werden, insbesondere die Rivalität zwischen ihm und seinem Bruder François de France, dem Herzog von Alençon und späteren Herzog von Anjou, einer intriganten und ehrlosen Figur.

#### François Rabelais

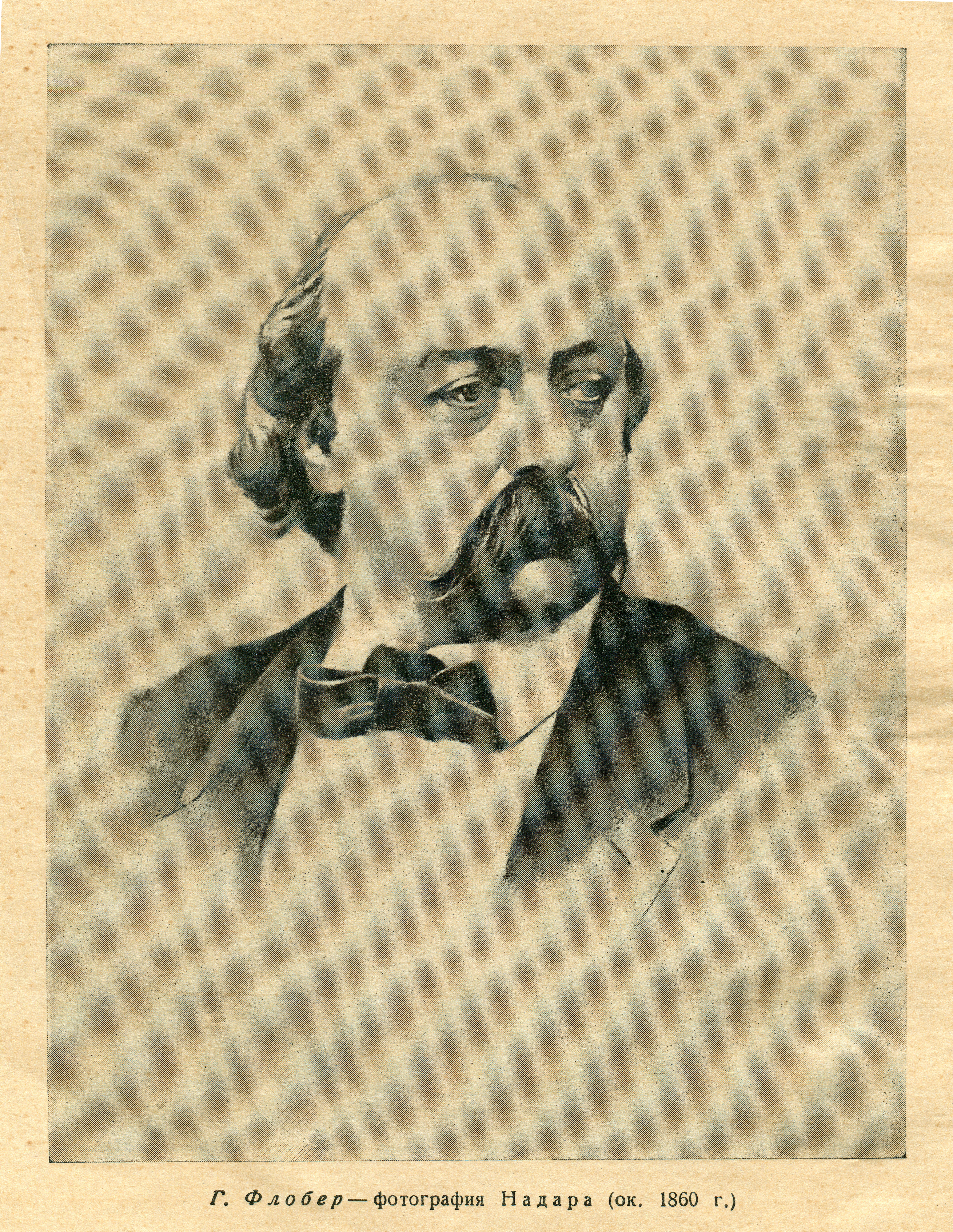
Gustave Flaubert

Der Name Montsoreau taucht in François Rabelais’ Meisterwerk Gargantua mehrmals auf. In der Rechnungskammer von Montsoreau befinden sich die Aufzeichnungen, die Auskunft über Gargantuas Körpermaße geben, und in Montsoreau lernt er auch das Schwimmen, indem er den Fluss Loire überquert. Nach seinem Sieg über Picrochole, den König, der Großgusters Königreich angreift, übergibt Gargantua Montsoreau als Belohnung an Ithybole.

#### Gustave Flaubert und Maxime Du Camp
In ihrem Roman Par les champs et par les grèves erzählen Gustave Flaubert und Maxime Du Camp am 8. Mai 1847 von ihrer Reise nach Montsoreau: „Anjou spürt Italien. Ist diese Erinnerung von Einfluss oder die Wirkung der süßen Loire am stärksten Sinnlich für Flüsse? […] In Montsoreau biegen wir nach links ab und nehmen den Anstieg, der sich zwischen der Loire und den Hügeln nach Saumur erstreckt. […] Also gehen wir glücklich und ohne Sorgen spazieren, gesprächig und stumm, singend und Rauchen; es war für uns einer dieser Tage, an denen die Menschen das Leben lieben, an jenen Tagen, an denen der Nebel ein wenig verschwindet und ein heller Winkel am Horizont sichtbar wird.“

### Malerei und Zeichnung

#### 18. Jahrhundert

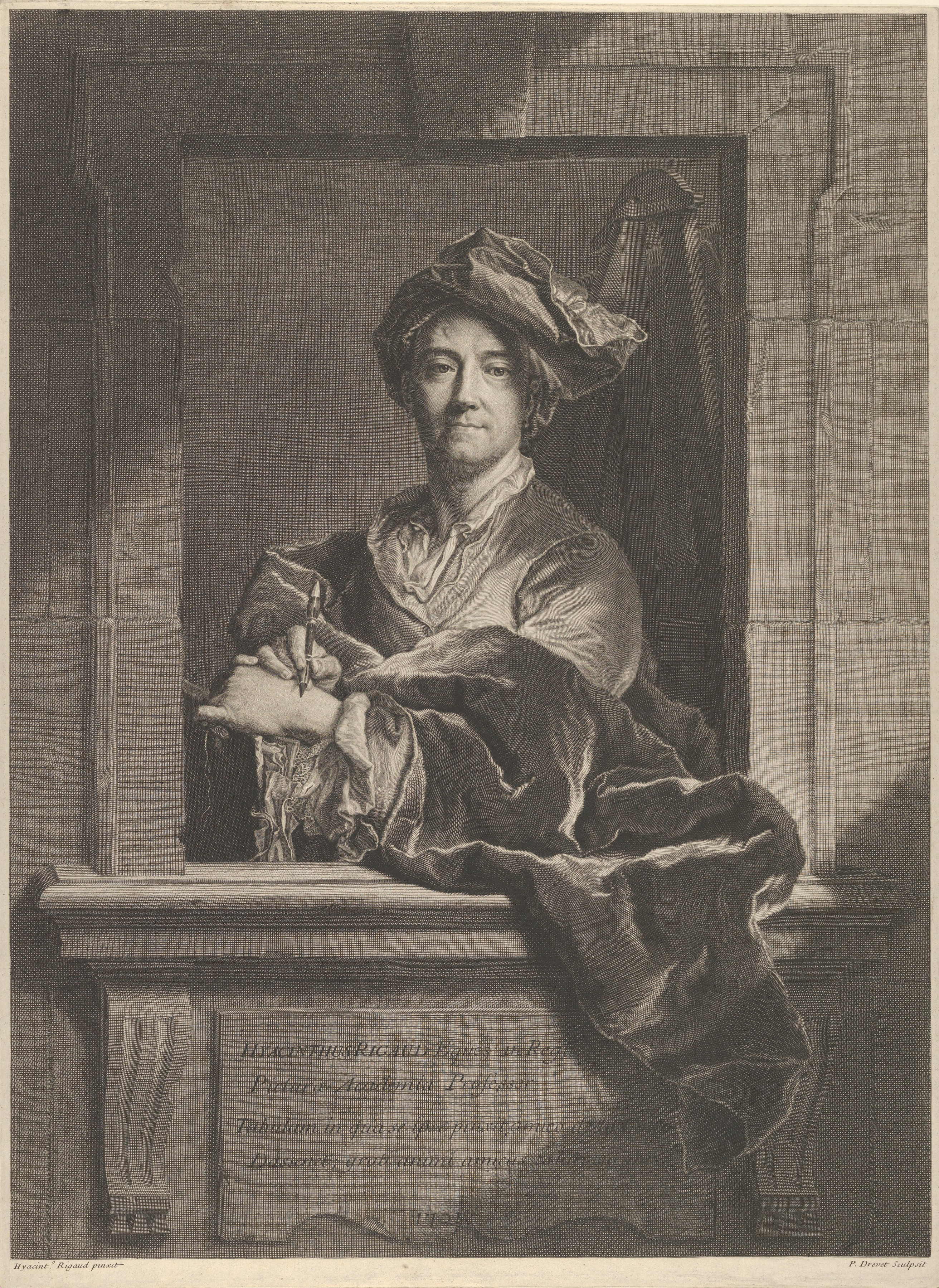
Hyacinthe Rigaud

Als das Schloss Montsoreau in den Besitz der Familie de Sourches überging, wurde die Familie de Montsoreau mehrfach von berühmten Künstlern des 18. Jahrhunderts verewigt. Im Catalogue raisonné des Malers Hyacinthe Rigaud sind vier Porträts von Mitgliedern der Familie de Montsoreau verzeichnet, zwei von Louis I. du Bouchet de Sourches, eines von seiner Schwester Marie-Louise und eines von Jeanne-Agnès-Thérèse Pocholle du Hamel. Außerdem gibt es ein Gemälde von Nicolas de Largillierre, La comtesse de Montsoreau (1714), das im Dallas Museum of Art aufbewahrt wird, ein Gemälde von François-Hubert Drouais, Le marquis de Sourches et sa famille (1756), das im Schloss von Versailles aufbewahrt wird, und ein Gemälde von Louis Carrogis, genannt Carmontelle, Monsieur le marquis et madame la marquise de Montsoreau (1780), das in der Domaine de Chantilly, Musée Condé, aufbewahrt wird.

#### 19. Jahrhundert
Im 19. Jahrhundert inspirierte die massive Struktur des Schlosses Montsoreau, das sich direkt am Ufer der Loire erhebt, der Zustand des Gebäudes, das sich im Verfall befand, sowie die dramatische Kulisse des Zusammenflusses der beiden großen Flüsse Vienne und Loire die Künstler der Romantik und des Präimpressionismus, die ihre Loire-Reise unternahmen.

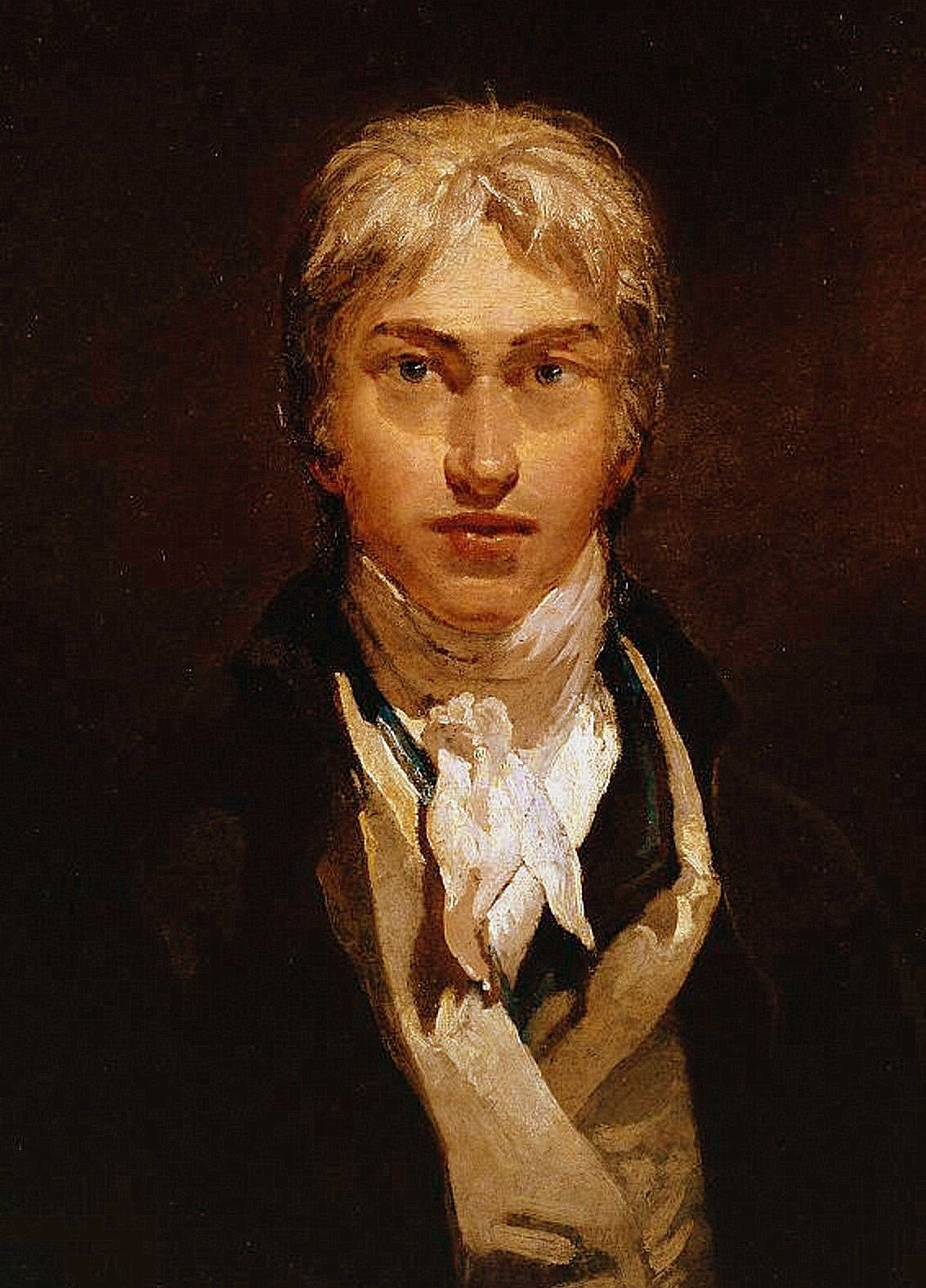
William Turner

#### Joseph Mallord William Turner
Im Oktober 1826 hielt sich William Turner während eines kurzen Aufenthalts an der Loire auf und fertigte einundzwanzig Ansichten des Flusses an. Er verewigte das Schloss Montsoreau vor dem Hintergrund der gewaltigen Kulisse des Zusammenflusses von Vienne und Loire. Dieses Aquarell, das im Ashmolean Museum in Oxford aufbewahrt wird, wurde jedoch 1832 gestochen, ein Exemplar wird im Schloss Montsoreau aufbewahrt.

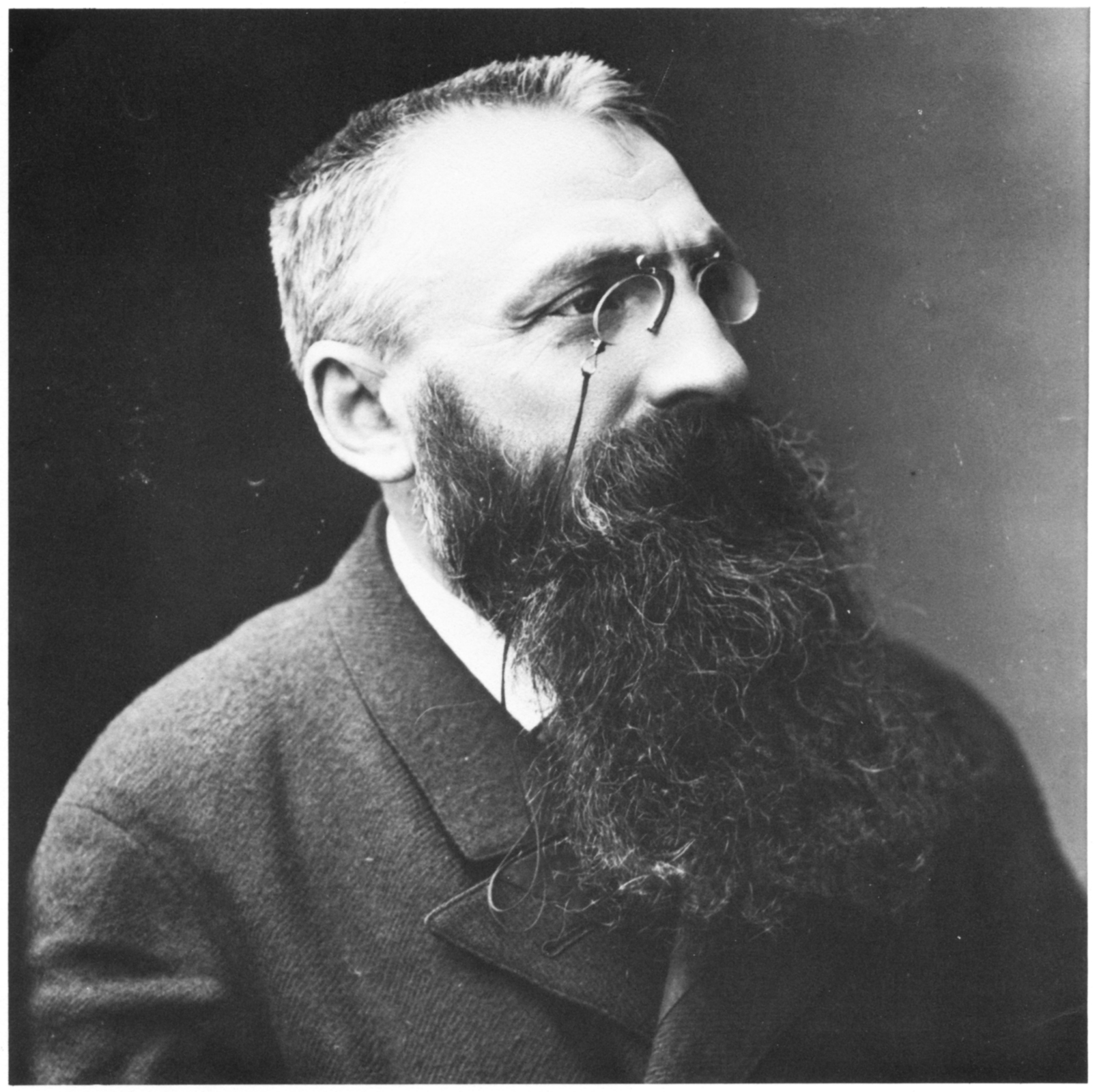
Auguste Rodin

#### Auguste Rodin
Auguste Rodin, ein großer Liebhaber der klassischen Architektur, zögerte nicht, den Pavillon der Weltausstellung (dem er einen aus dem Schloss Issy übernommenen Portikus hinzufügte) 1895 auf den Anhöhen von Meudon wieder aufstellen zu lassen. Zwei Jahre später, um 1897, war er von der Architektur des Schlosses Montsoreau fasziniert und zeichnete eine idealisierte Ansicht der Nordfassade, als das Schloss praktisch schon verfallen war.

#### Paul-Désiré Trouillebert
Paul-Désiré Trouillebert, ein Maler der Schule von Barbizon, arbeitete in Paris und in Candes-Saint-Martin im Departement Indre-et-Loire, wo er ein Atelier und auch ein Atelier-Boot hatte. Dieses ermöglicht es ihm, die Flüsse Vienne und Loire zu befahren und die Landschaft vom Fluss aus zu malen. Er wird eine große Anzahl von Ansichten dieser Landschaften am Ufer der Loire anfertigen, auf denen das Schloss Montsoreau regelmäßig auftaucht.

### Kino
- 1909: La Dame de Monsoreau ( La signora di Monsoreau ), Film von Mario Caserini.
- 1923: La Dame de Monsoreau, französischer Stummfilm von René Le Somptier.
- 1971: La Dame de Monsoreau, Fernsehsendung von Yannick Andréi, mit Nicolas Silberg (Bussy d’Amboise), Karin Pettersen (Diane de Méridor), François Maistre (Graf Brian de Montsoreau), Michel Cetron (Chicot), Gérard Berner (Herzog von Anjou) und Denis Manuel (König Henri III.).
- 2009: La Dame de Monsoreau, Fernsehsendung aus dem Jahr 2006 von Michel Hassan, mit Esther Nubiola (Diane de Méridor), Thomas Jouannet (Bussy d’Amboise), Anne Caillon (Herzogin von Guise). Ausstrahlung im Fernsehen in France 2 am 26. August 2009.

### Oper
1888 verfasste Auguste Macquet das Libretto der Oper La dame de Monsoreau; große Oper in fünf Akten und sieben Bildern, nach dem Drama von Alexandre Dumas und A. Maquet. Gaston Salvayre komponierte die Musik.

### Populäre Kultur
Im Jahr 2019 veröffentlicht das britische Magazin All About History seine Rangliste der 101 schönsten Schlösser der Welt (englisch: 101 World’s Greatest castles) und führt das Schloss Montsoreau mit der Nummer 53.
Ähnlich wie bei anderen Loire-Schlössern wie Chambord, Amboise und Chenonceau wird ihm bei den Pferderennen auf der Rennbahn von Vincennes einen Preis (Prix de Montsoreau) gewidmet.